# コレッジョ

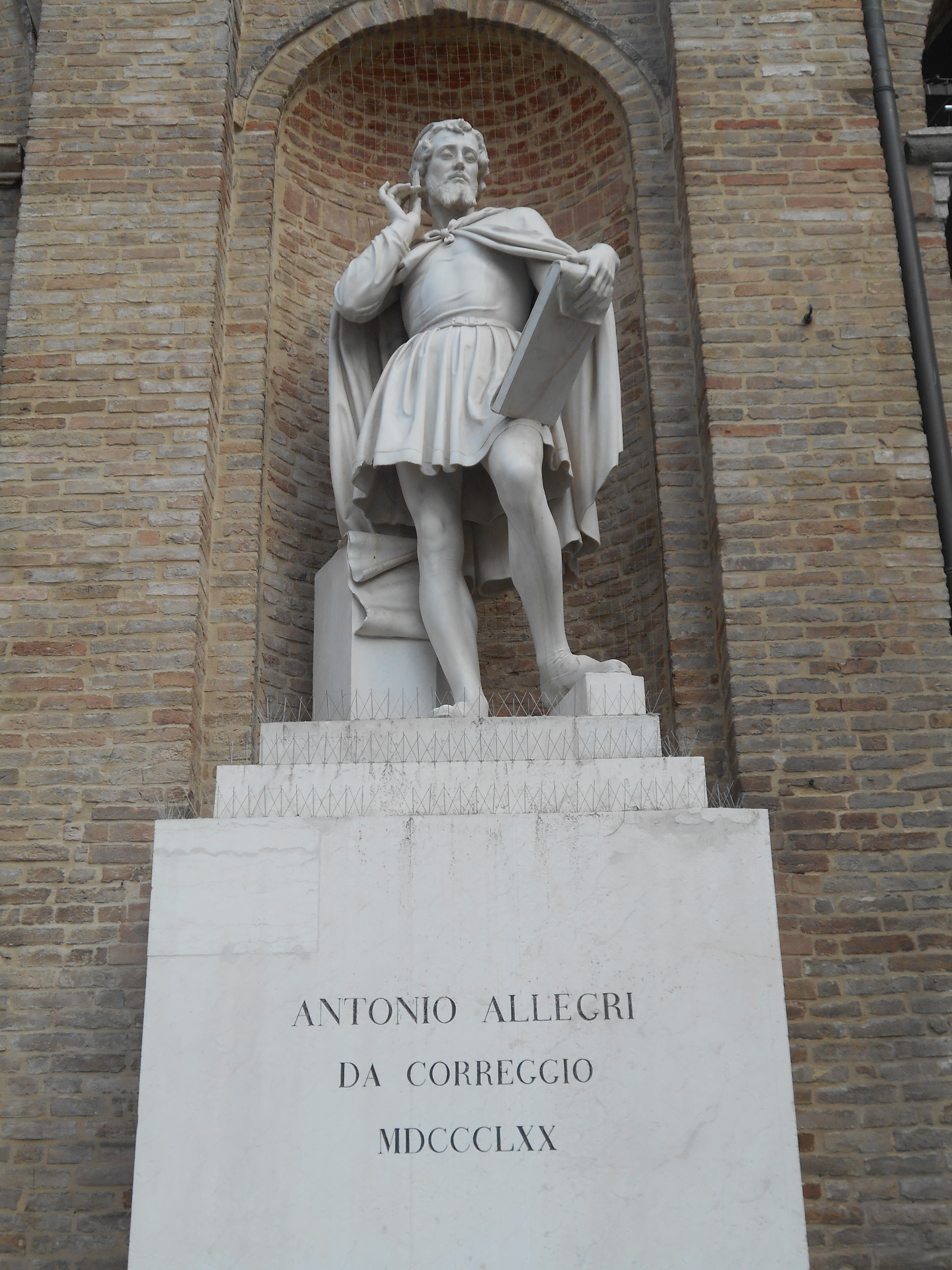
コレッジョの記念碑。パルマ。

アントニオ・アッレグリ・ダ・コレッジョ（伊: Antonio Allegri da Correggio, 1489年頃–1534年）は、イタリア、盛期ルネサンスを代表する画家。主に宗教画を描いたが、晩年の神話画によって特に有名である。長命ではなかったがパルマの芸術文化において革新的かつ中心的な役割を果たし、後世に多大な影響を与えた。
コレッジョは当時の芸術の潮流から離れたパルマの地において、15世紀の人文主義とレオナルド・ダ・ヴィンチ、ラファエロ・サンツィオ、ミケランジェロ・ブオナローティなどの芸術に触発され、それ以外にも様々な影響を受けながら16世紀を代表する画家へと成長していった。中でもダ・ヴィンチに由来する自然描写とスフマートに熟達し、崇高とも評される光の明暗、人物を柔らかく表情豊かに描いた絵画は親しみ深い詩的情緒にあふれているだけでなく、パルマ大聖堂天井画に見られる流動的かつイリュージョニスティックな空間表現によって、約100年後のバロックの先駆的存在と見なされている。こうしたコレッジョの芸術性の評価は17世紀以降次第に進められ、18世紀に最高潮に達し、とりわけアントン・ラファエル・メングスはコレッジョをラファエロ、ティツィアーノと比較し、ラファエロに次ぐ第2の位置にコレッジョを置くほどであった。
ジョルジョ・ヴァザーリはコレッジョがローマを訪れていたら、もっと偉大な芸術家になったことは疑いないと考えたが、1518年頃から1520年頃を画期とし、それ以前と以降のコレッジョに大きな変化が見られるため、現在ではそれ以前にローマを訪れて当時の最新の芸術を吸収したことが定説と化している。しかし具体的な史料を欠いているため、それがどのようにして行われたのかは今もって謎に包まれており、実際にローマを訪れたのかどうかも含めてヴァザーリ以来論争が続いている。

## 生涯
コレッジョは北イタリアのモデナの近くのコレッジョで生まれ、同地で没した。本名はアントニオ・アッレグリで、布地職人の父ペレグリーノ・デ・アレグリスと母ベルナルディーナ・オルマーニとの間に生まれた。コレッジョの生年ははっきりしない。40歳頃（没年1534年）に死去したというヴァザーリの記述から1494年頃と考えられていたが、現在では1489年頃と見なすことが通説となっている。これは1514年8月30日の日付を持つ『聖フランチェスコの祭壇画』の委託書が根拠となっている。当時、25歳未満の若者が仕事を引き受ける際には父親の承諾ないし判事の認可が必要だったが、この文書にはそれが見られないため、このときには25歳を越えていたと推測されている。活動時期は大きく初期（1500年代初頭-1518年）、 芸術が成熟を迎える中期（1518年-1530年）、 晩年から死までの後期（1530年-1534年）の3つに分けられる。しかし同時代の他の偉大な芸術家たちに比べてコレッジョの生涯について残されている史料が少なく、特に修業時代から初期の経歴について不明な点が多い。よってコレッジョの芸術の発展は彼の絵画言語から再構成しなければならないという困難さがあり、そこから窺えるコレッジョが受けた諸影響は複雑でしばしば錯綜している。修業時代は伯父ロレンツォ・アッレグリやアントニオ・バルトロッティ（Antonio Bartolotti）のもとで学んだ後、1503年頃にモデナの画家フランチェスコ・ビアンキ・フェッラーリに師事したとされるが、アンドレア・マンテーニャやロレンツォ・コスタの影響が顕著であり、さらにフランチェスコ・フランチャ、ラファエロ・サンツィオ、レオナルド・ダ・ヴィンチ、ミケランジェロ・ブオナローティ、ジョルジョーネ、ロレンツォ・ロット、ドッソ・ドッシらの影響も指摘されている。

### 初期

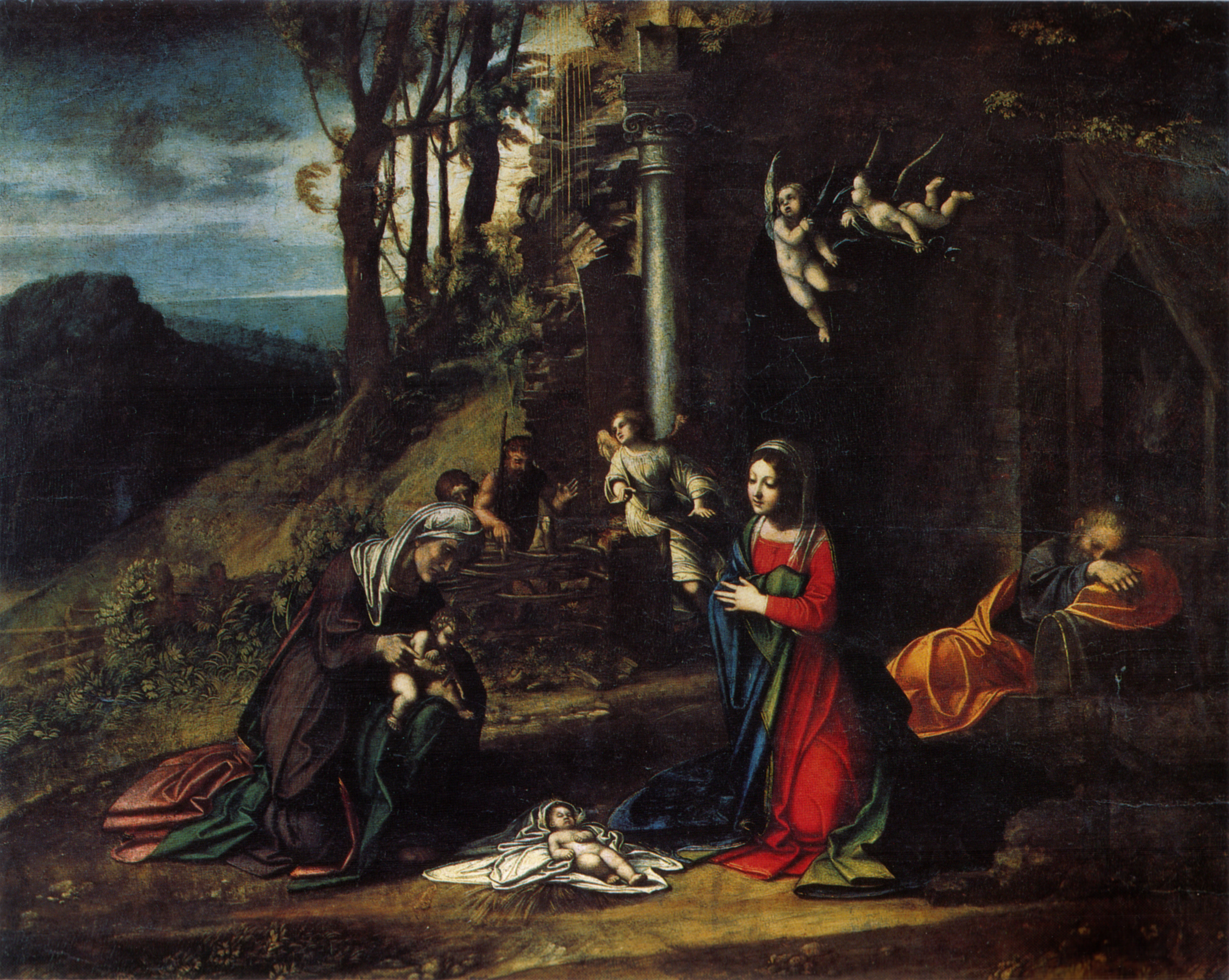
『キリストの降誕に立ち会う聖エリサベトと聖ヨハネ』。ミラノのブレラ絵画館所蔵。

コレッジョは1506年頃マントヴァに移り、同地に重要な作品を残す画家マンテーニャの厳格な画風の影響を受けた。マンテーニャはこの年に死去しており、ロレンツォ・コスタが宮廷画家の地位にあった。言い伝えによるとコレッジョはサンタンドレア大聖堂のマンテーニャ埋葬礼拝堂の装飾を完成させたとされ、近年の研究は礼拝堂天井のペンナッキに20歳に満たないコレッジョの筆を認めている。
コレッジョの最初期の重要な作品はその5年後に描かれた。ミラノ、ブレラ美術館の『キリストの降誕に立ち会う聖エリサベトと聖ヨハネ』（Natività con i santi Elisabetta e Giovannino, 1513年-1514年頃）やドレスデン、アルテ・マイスター絵画館の『聖フランチェスコの聖母』（Madonna di San Francesco, 1514年-1515年頃）といった作品はいずれもマンテーニャの影響が見て取れ、特に後者はルーブル美術館の『勝利の聖母』を正確に模倣している。しかしこの作品は同時にダ・ヴィンチやラファエロ、ロレンツォ・コスタの影響も見て取れる。マンテーニャの影響はこれ以降もしばしば見出されるが、それ以上にダ・ヴィンチに対して深い関心を抱いていたことはコレッジョの絵画から明らかであり、線によって形態を把握するマンテーニャの厳格な芸術から急速に脱却し、スフマートによって輪郭をぼかす柔らかな絵画表現と甘美な色彩を手に入れていく。
1516年以降のコレッジョは小品ながらもレオナルド的なうつむくように頭部を傾けながら微笑を浮かべた聖母子像を多く描くようになる。1516年頃の作品とされるマドリードのプラド美術館の『聖母子と幼児聖ヨハネ』（Madonna col Bambino e san Giovannino）や、1514年から1517年頃のものとされるミラノ、スフォルツァ城美術館の『聖母子と幼児聖ヨハネ』はいずれもダ・ヴィンチの影響を示しており、前者の洞窟のような暗い空間の中に座る聖母の姿はレオナルド・ダ・ヴィンチの『岩窟の聖母』を、後者の聖ヨハネのポーズは『糸車の聖母』を思い出させる。1517年から1520年頃のウフィツィ美術館の『聖フランチェスコのいるエジプトへの逃避途上の休息』（Riposo in Egitto con san Francesco）や、モデナのエステ美術館の『カンポリの聖母』（Madonna Campori）ではレオナルドの様式が洗練されているだけでなく色彩が甘美さを増してくる。この頃の重要な作品としてブレラ絵画館の『東方の三博士の礼拝』や国立カポディモンテ美術館の『聖カタリナの神秘の結婚』があり、プラド美術館の『ノリ・メ・タンゲレ』（Noli me tangere）やエルミタージュ美術館の『貴婦人の肖像』になるとコレッジョの芸術が成熟期を迎える一歩手前に位置付けられている。

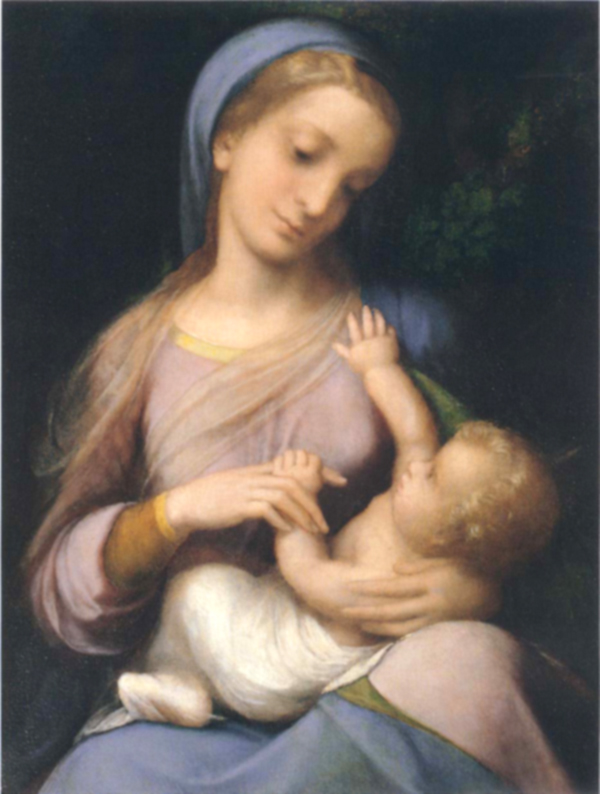
『カンポリの聖母』1517年-1518年頃 エステ美術館所蔵
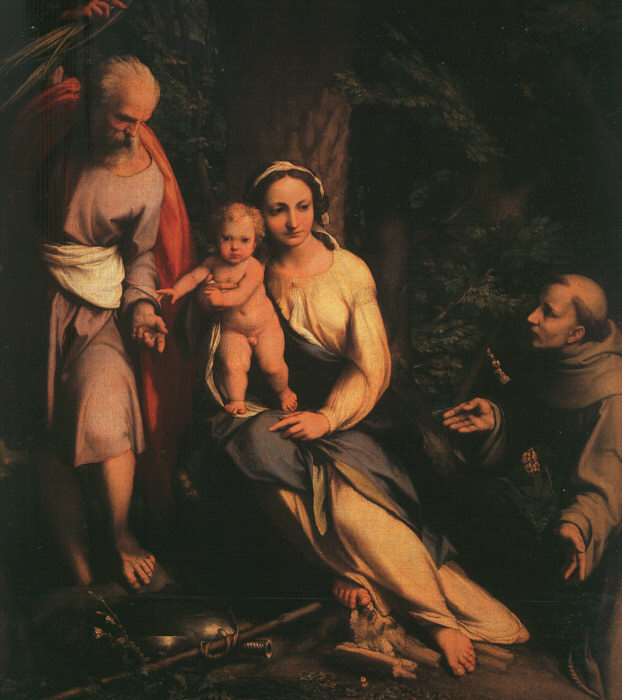
『聖フランチェスコのいるエジプトへの逃避途上の休息』1517年頃 ウフィツィ美術館所蔵
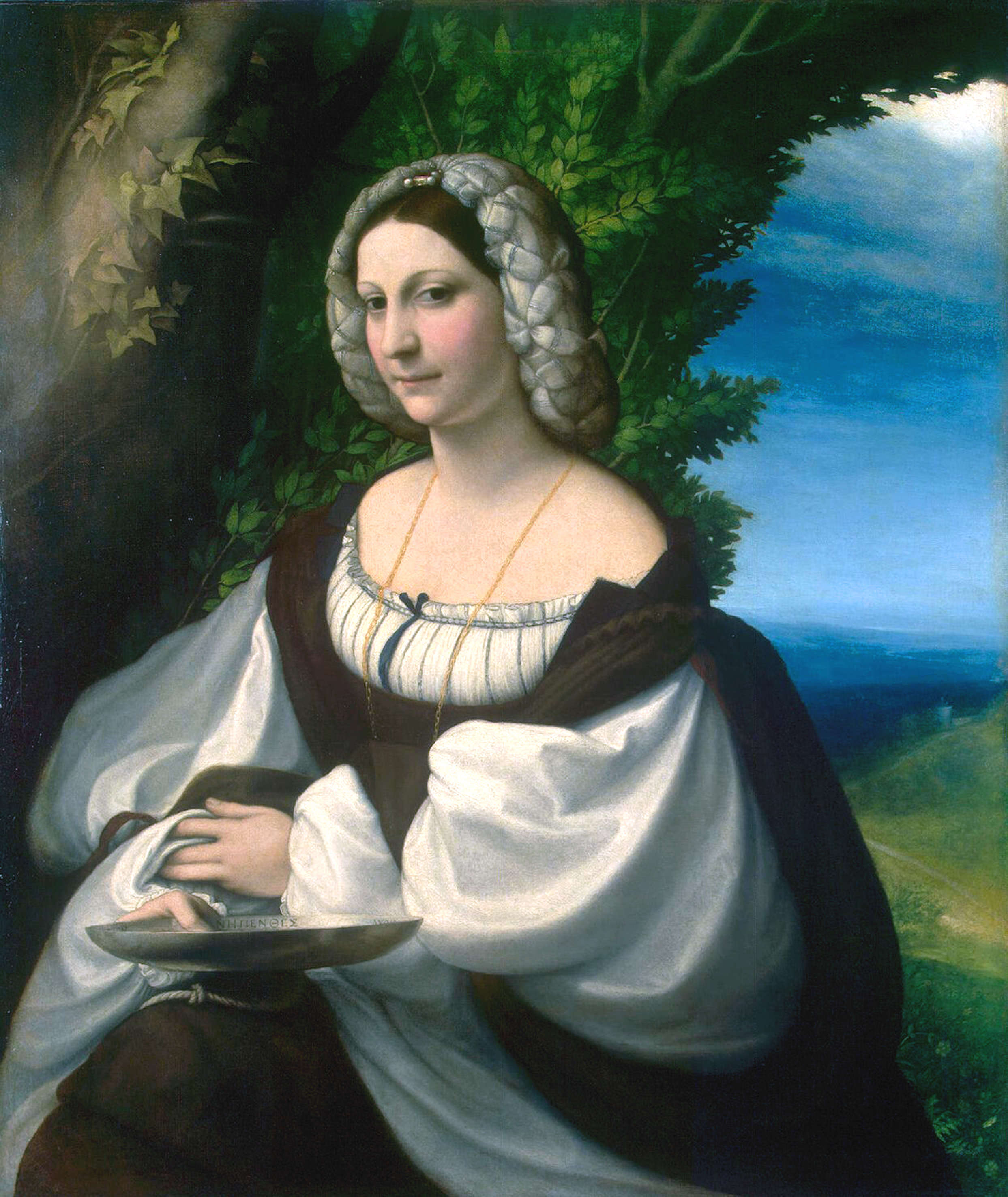
『貴婦人の肖像』 1517年-1520年頃 エルミタージュ美術館所蔵
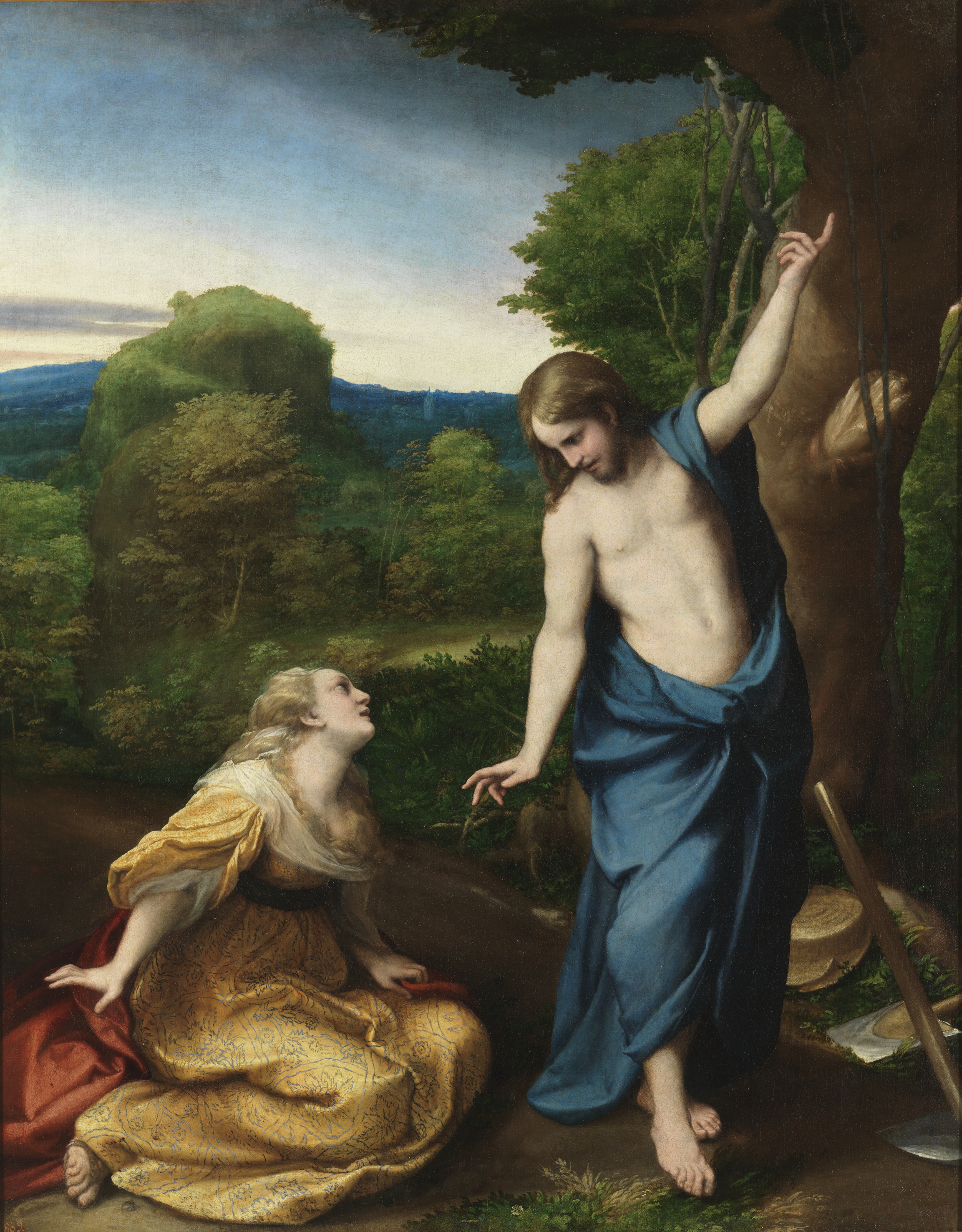
『ノリ・メ・タンゲレ』1525年頃 プラド美術館所蔵

### 成熟期
サン・パオロ女子修道院装飾壁画

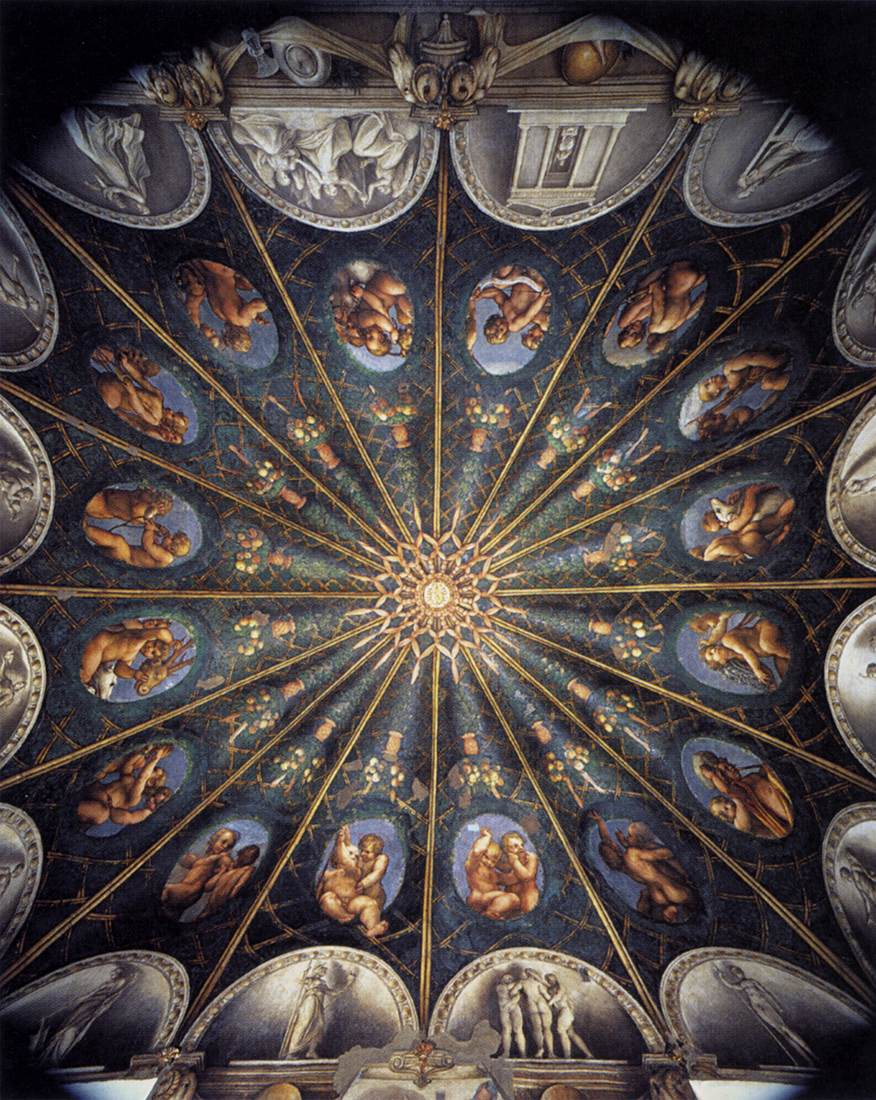
サン・パオロ修道院天井壁画。

1519年頃にはパルマに移り、同地のベネディクト会サン・パウロ修道院の天井画を手掛けた。この仕事はベルゴンツィ家出身の修道院長ジョヴァンナ・ダ・ピアツェンツァの委託による。教養豊かな修道院長は1514年に大食堂と第一室の装飾をアレッサンドロ・アラルディに依頼した後、1519年に彼女の私的な居間（カメラ）の装飾をコレッジョに委託した。この仕事におけるコレッジョの壁面装飾は独創的である。天井を大きなドーム状の蔓棚に見立て、それを支える添え木によって16の区画に分割し、その1つ1つに天井から垂れ下がる薔薇色のリボンと植物の房飾り、祝祭的な戯れる2人1組のプットーと、古代の貨幣に由来する古典的人物像を古代の彫刻に見立てたトリックアート的なグリザイユのメダイヨンを描いた。この部屋に描かれた膨大な画像の象徴的・寓意的意味はいまだ十分に解明されていないが、一般的に人間の様々な活動を表していると考えられている。修道院長ジョヴァンナ・ダ・ピアツェンツァの周囲は本人をはじめ教養豊かな人物が多く、コレッジョは彼らから制作に関して助言を得ることができたと考えられているが、ルネサンス期の高度に人文主義的な構想とそれを絵画表現として実現するコレッジョの芸術性はこれまでの彼の作品には明らかに見られないものである。

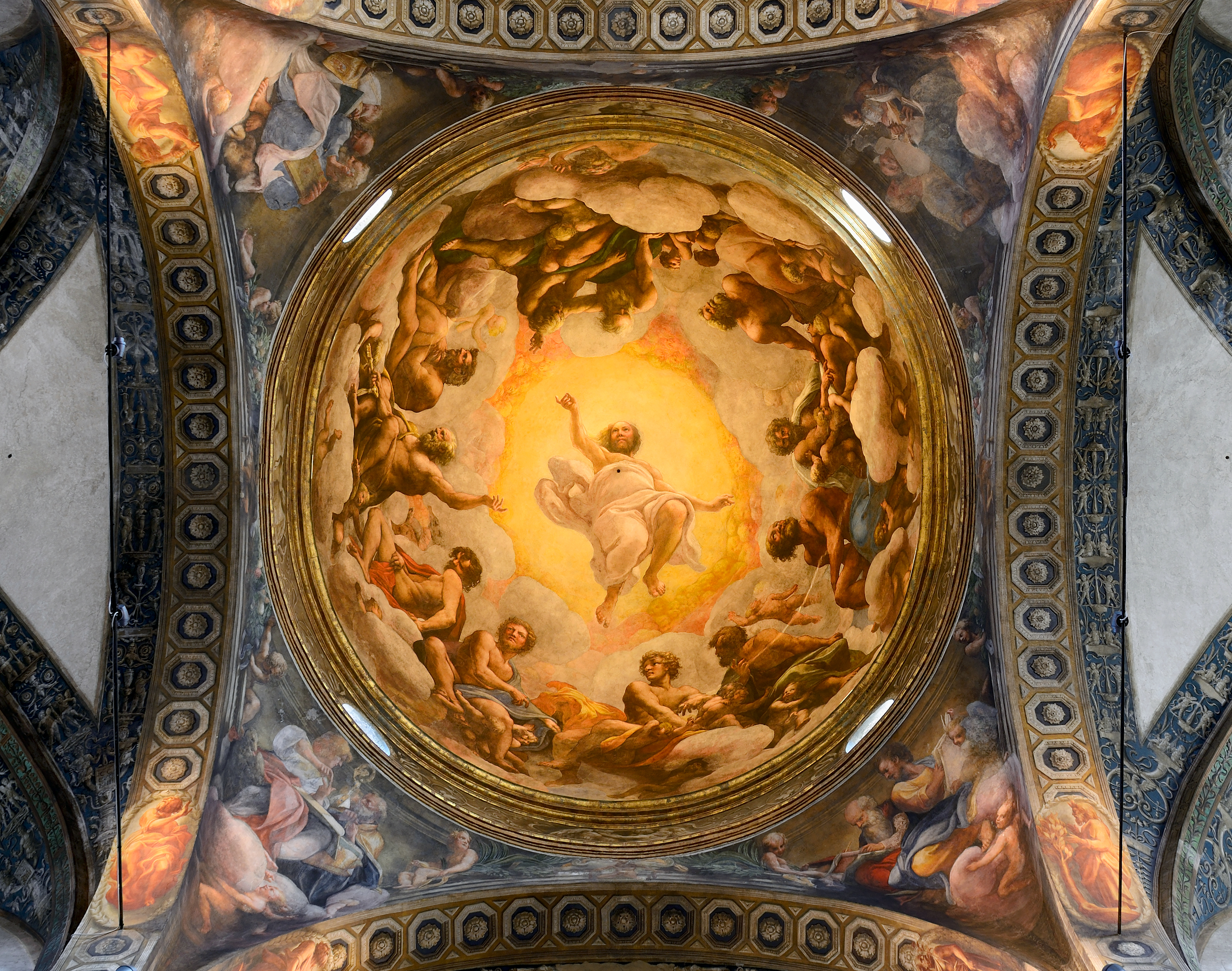
サン・ジョヴァンニ・エヴァンジェリスタ聖堂天井画。

コレッジョはサン・パオロ女子修道院の装飾事業の委託を受けたのと同じ年に、当時16歳だったジローラマ・メルリーニ（1503年-1545年）と結婚している。2人の間には息子ポンポニオ・アッレグリ、長女フランチェスカ・レティツィア、次女テリーナ・ルクレツィア、三女アンナ・ジェリアが生まれた。
サン・ジョヴァンニ・エヴァンジェリスタ聖堂
サン・パオロ女子修道院の仕事を終えたコレッジョは修道院長から新たな天井画の斡旋を得ることが出来た。それが1520年から1524年にかけて制作されたサン・ジョヴァンニ・エヴァンジェリスタ聖堂の天井画である。コレッジョはここでは天を見上げる十二使徒、四教父、熾天使と、天から現れるキリストの姿を描いている。天井画における効果的な短縮法（遠近法の技法の一種）の使用や、天井に開いた穴から本物の空を見上げているような錯視効果をねらった表現はマンテーニャによる影響が大きいが、コレッジョはサン・パオロ女子修道院で見せた16区分の表現を放棄し、そのうえで解放された自由で均質かつ躍動的な天上の登場人物を描いている。これらの人物像はいずれもミケランジェロやラファエロのような力強い記念碑的性質を備えており、コレッジョがローマで両者の芸術を実際にその目で見て吸収したことを思わせる。とりわけ自らの輝きで地上を照らすキリストはラファエロ最晩年の『変容』と類似しているため、ローマ旅行の証拠としてメングス以来論じられている。またこの装飾事業では、コレッジョとともにパルマ派の双璧をなすもう1人の画家パルミジャニーノがデビューしており、パルマの芸術は最も成熟した時代を迎えることとなる。
コレッジョはこうした装飾事業を進めるかたわらで多くの注文も請け負った。1523年頃にサン・ミケーレ門のマリア・ヴェルジネ祈祷所に『階段の聖母』（Madonna della Scala）を制作。同じころ、フランチェスコ修道会の依頼でリュネットの壁画『受胎告知』（Annunciazione）を制作した。また1524年から1525年にかけてサン・ジョヴァンニ・エヴァンジェリスタ聖堂のデル・ボーノ家礼拝堂の祭壇画『キリストの哀悼』（Compianto sul Cristo morto）と『四聖人の殉教』（Martirio di quattro santi）を制作した。特に『キリストの哀悼』と『四聖人殉教』はコレッジョの創意にあふれた作品として注目される。これらはいずれもパルマ国立美術館に所蔵されている。モデナでは聖セバスティアヌス同信会の注文で『聖セバスティアヌスの聖母』（Madonna di San Sebastiano）や『聖カタリナの神秘の結婚と聖セバスティアヌス』（Matrimonio mistico di santa Caterina d'Alessandria alla presenza di san Sebastiano）を制作した。
1520年代前半の諸作品でコレッジョは宗教的主題における登場人物の宗教的体験、特に個人的な内的法悦を絵画として表現し、それをいかに鑑賞者の宗教的感情と結びつけるかに意識を傾けている。横長のキャンバスに描かれた『キリストの哀悼』では、息絶えたキリストに駆け寄る家族の悲しみを描くことに焦点を当てており、その直前までキリストが吊るされていた十字架はもはや根元しか描いていない。『四聖人殉教』では当初は画面中央に描かれていた天使を画面の端に移し、殉教の瞬間に本人のみが見ることのできた存在として描いている。『聖セバスティアヌスの聖母』では天を見上げる聖セバスティアヌスと聖ロクスの幻視として、不定形の雲とともに聖母子を描き、『聖カタリナの神秘の結婚と聖セバスティアヌス』では聖カタリナの法悦の瞬間を4人の登場人物の視線がカタリナの手に集中する形で描いている。

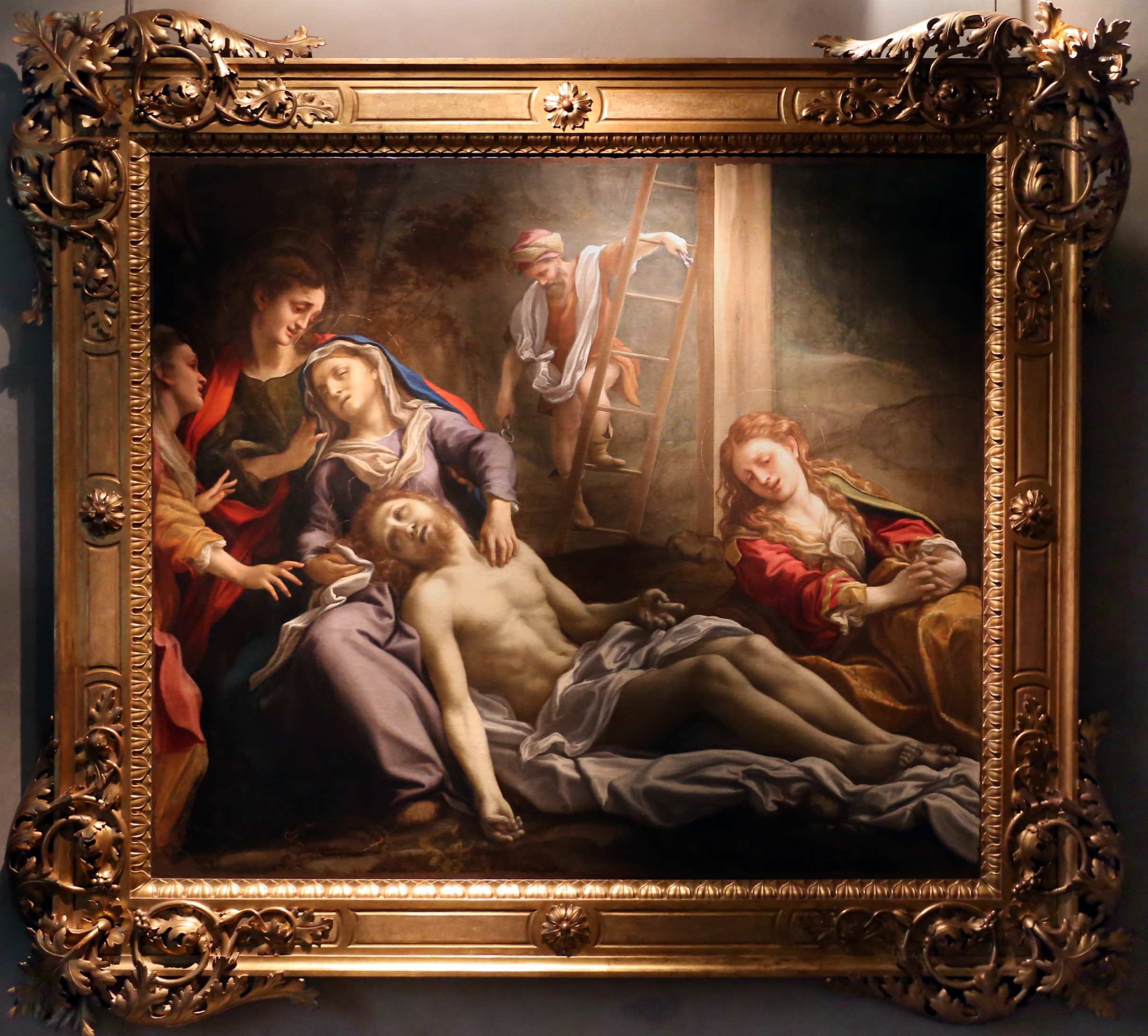
『キリストの哀悼』1524年-1525年 パルマ国立美術館所蔵
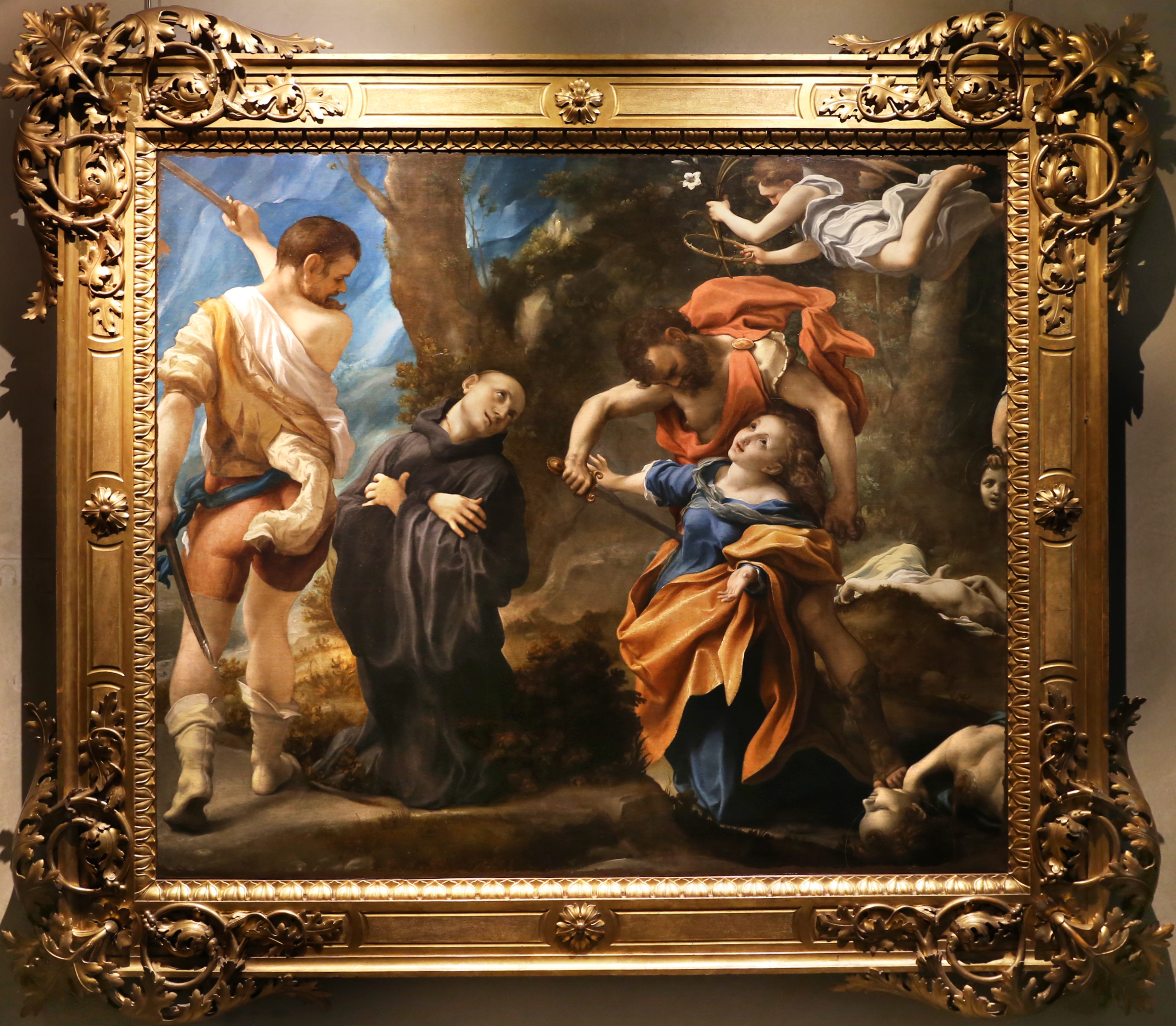
『四聖人の殉教』1524年-1525年 パルマ国立美術館所蔵
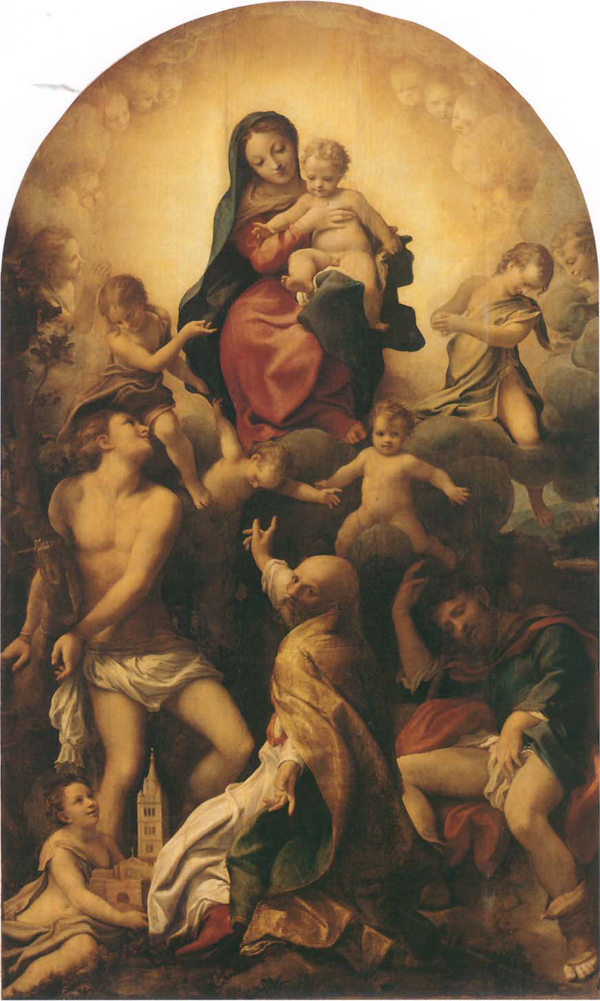
『聖セバスティアヌスの聖母』1525年-1526年頃 アルテ・マイスター絵画館所蔵
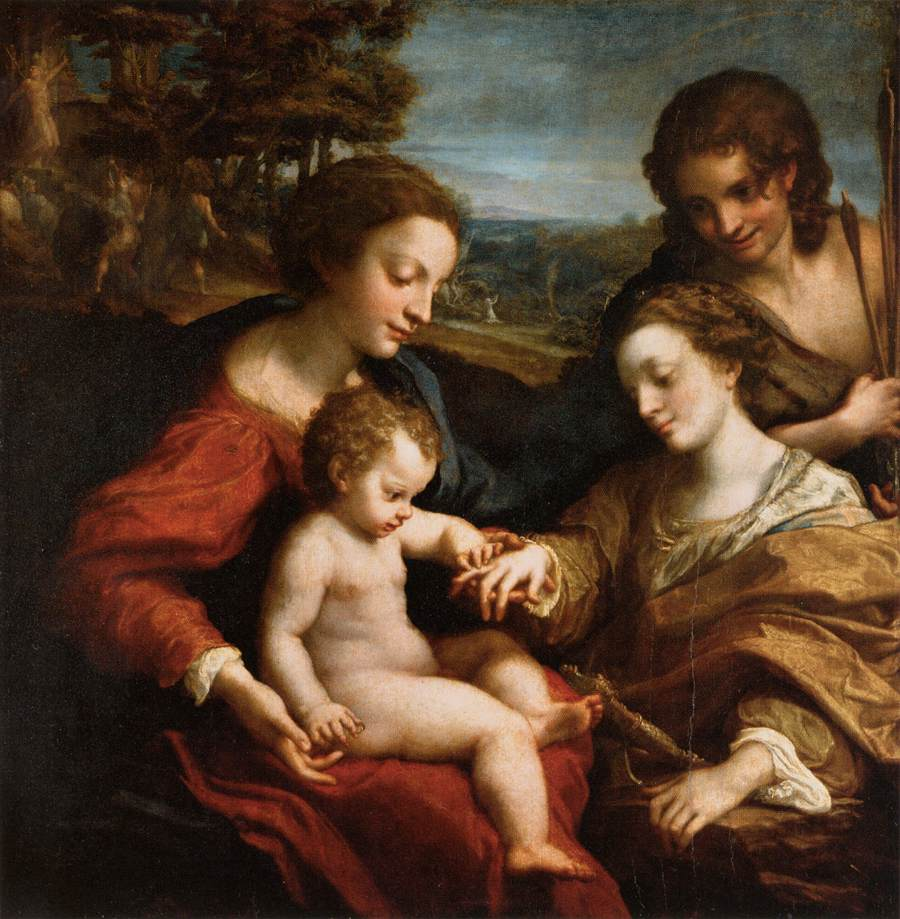
『聖カタリナの神秘の結婚と聖セバスティアヌス』1525年-1526年頃 ルーヴル美術館所蔵

### 晩年
パルマ大聖堂丸天井画

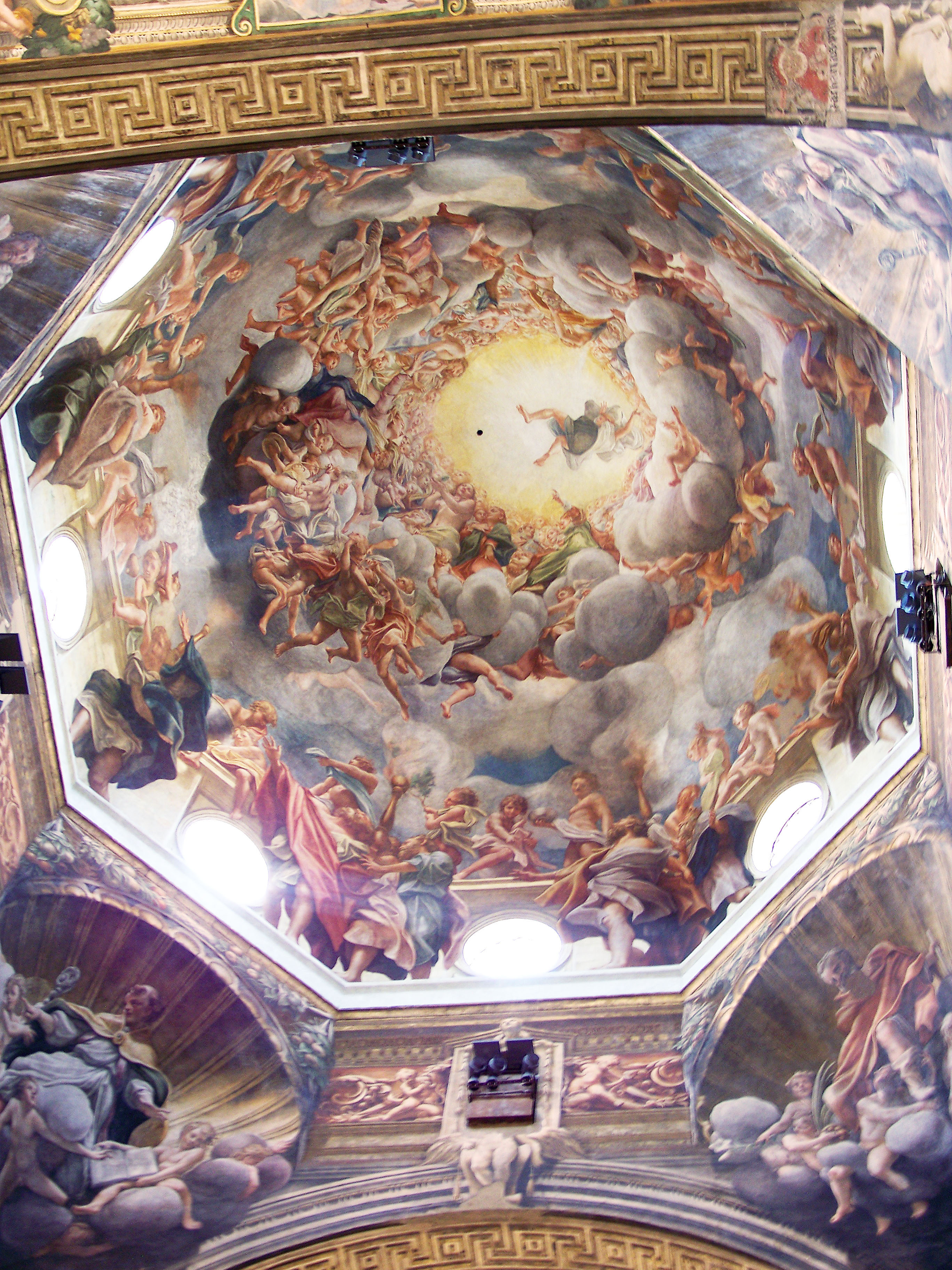
パルマ大聖堂丸天井画『聖母被昇天』。

1520年代前半に受注した注文のいくつかは1530年頃に完成した。それらの作品はコレッジョの画業の中でも特に重要である。その代表的なものとして1522年に注文を受け、1526年以降に制作が進められ、1530年頃に完成したパルマ大聖堂天井画『聖母被昇天』が挙げられる。コレッジョは大きなクーポラに天井画を描いた最初の芸術家であり、短縮法で可能な天井画の表現の極致まで一足飛びに進んだだけでなく、年配のより偉大な芸術家に先んずることさえした。たとえばこの時点でミケランジェロの『最後の審判』の制作は開始されていない。この天井画においても幾何学的な区分表現は一切見られず、丸天井全体を1つの画面として捉えており、渦を巻きながら上昇する雲を描き、その合間に見え隠れする無数の天使や人物たちを極端な短縮法を用いて描いている。このイリュージョニスティックな表現によってコレッジョはそれまでの遠近法と空間表現を刷新し、天上的な高さへといたる聖母マリアのヴィジョンに現実的実体感を与えている。
パルマ大聖堂丸天井画と同じ年に注文を受けた『羊飼いの礼拝』（別名『ラ・ノッテ』）は1528年に、1523年に注文を受けた『聖ヒエロニムスの聖母』（別名『イル・ジョルノ』）は1529年頃に完成した。『羊飼いの礼拝』はレッジョ・エミリアのサン・プロスペロ聖堂のアルベルト・プラトネーリ家礼拝堂のために制作された作品で、西洋絵画における最初期の夜景画とされる。パルマのサンタントニオ聖堂の祭壇画として描かれた『聖ヒエロニムスの聖母』は、聖母、幼児キリスト、マグダラのマリア、天使らの甘美な表情のなかに宗教的崇高さをも表現した代表作である。両作品はそれぞれ「ラ・ノッテ（夜）」「イル・ジョルノ（昼）」と通称され、理念上の対となる作品と考えられている。

発注された年は明らかではないが、『キューピッドの教育』（L'Educazione di Cupido）と『眠れるヴィーナスとキューピッド、サテュロス』（Venere e Amore spiati da un satiro）が完成したのもこの頃である。マントヴァの貴族ニコラ・マフェイの注文によって制作されたと考えられる両作品はコレッジョに神話画という新たなジャンルの扉を開かせた。フェデリコ2世・ゴンザーガのために描かれたユピテルの愛の神話画連作は、この2作品がきっかけになったと目されている。ユピテルの愛の神話画連作の4作品『レダと白鳥』（Leda e il cigno）、『ダナエ』（Danae）、『ユピテルとイオ』（Giove e Io）、『ガニュメデスの略奪』（Ratto di Ganimede）はコレッジョの最高傑作とされている。これらの作品はコレッジョの技法が優れた効果を発揮し、新プラトン主義の観点から異教の神々の物語とキリスト教とを統合し、神へといたる人間の魂の高揚を表現している。この一連の神話画に続いて、フェデリコの母でマントヴァの人文主義の中心人物であったイザベラ・デステから請けた寓意画の対作品『美徳の寓意』（Allegoria della Virtù）と『悪徳の寓意』（Allegoria del Vizio）を制作した。この2作品はイザベラ・デステの有名な書斎を飾った。

### 死
コレッジョの死は突然だった。ヴァザーリによるとパルマでの絵画制作の報酬に銅貨60枚を受け取ったコレッジョはそれを故郷に持ち帰ろうと考えて、銅貨を背負って徒歩で帰ろうとした。しかし太陽の熱に打たれた彼が水を飲んだところ、胸膜炎に襲われ、激しい熱で倒れ、そのまま回復することなく世を去った。1534年3月5日のことだった。コレッジョは若いころに祭壇画を描いた故郷のサン・フランチェスコ教会に埋葬された。

## 弟子
確実に弟子と言える者は少なく、画家の息子ポンポニオの他にはフランチェスコ・カペリ、ジョヴァンニ・ジャローラ、アントニオ・ベルニエーリ、特に優れた画家としてはベルナルド・ガッティが挙げられる。

## 評価
ヴァザーリはトスカーナにおけるレオナルド・ダ・ヴィンチ、ヴェネツイアにおけるジョルジョーネと同様に、コレッジョをロンバルディアにおける近代様式（マニエラ・モデルナ）の先駆的存在として位置づけている。
この評価は17世紀以降に継承されることになるが、同時に問題も後世に投げかけることとなった。ヴァザーリのコレッジョがローマに行かず、ゆえに古代および当時の最も優れた芸術を知らなかったという評価は、現代にいたるまでコレッジョについて論じるうえで常に取りざたされている。17世紀に入るとイタリアの芸術は地域ごとの傾向によって理解されるようになった。ジョヴァンニ・バティスタ・アグッキはイタリア絵画をローマ派、ヴェネツイア派、ロンバルディア派、 トスカーナ派の4つに分け、ヴァザーリを踏襲してコレッジョを色彩に長けたロンバルデイア派の筆頭としている。この評価が確立されると18世紀以降コレッジョの評価はさらに高まった。
イタリアの思想家・著述家フランチェスコ・アルガロッティは1762年の『絵画論』でコレッジョとパルミジャニーノを《優美さ》において古代ギリシアの画家アペレスに匹敵するとしたうえで、次のように絶賛している。

またイエズス会の文学者サヴェリオ・ベッティネッリも1781年の『イタリアの詩についての論考』で次のように称賛した。
こうしたコレッジョ讃美は新古典主義の画家であったアントン・ラファエル・メングスによって頂点に達した。メングスは『ラファエロ、コレッジョ、ティツィアーノに関する省察』の中で、画家としての立場からラファエロ、コレッジョ、ティツィアーノの3者をディセーニョ、色彩、明暗の3点から分析・比較することでコレッジョの芸術性を明らかにしたが、とりわけ明暗表現においてコレッジョが他の2者に優っていることを指摘し「明暗表現において崇高である」と述べている。またメングスはコレッジョがローマに行ったのかどうかという問題について、『コレッジョ論考』の中でヴァザーリに反してローマに行き、ラファエロとミケランジェロの芸術を吸収したとの見解を示している。

## 代表作

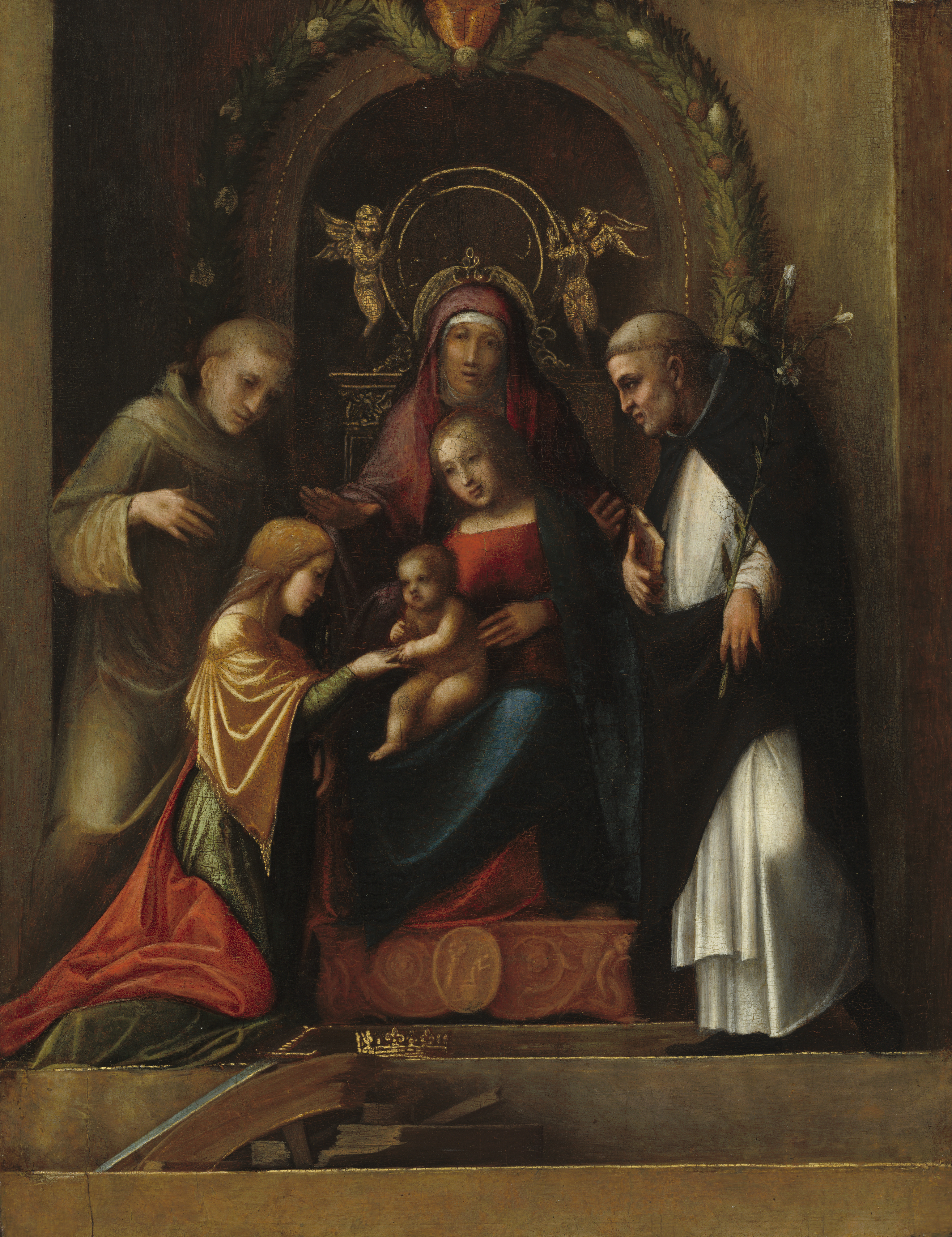
『聖カタリナの神秘の結婚』1510年-1515年頃 ナショナル・ギャラリー・オブ・アート所蔵
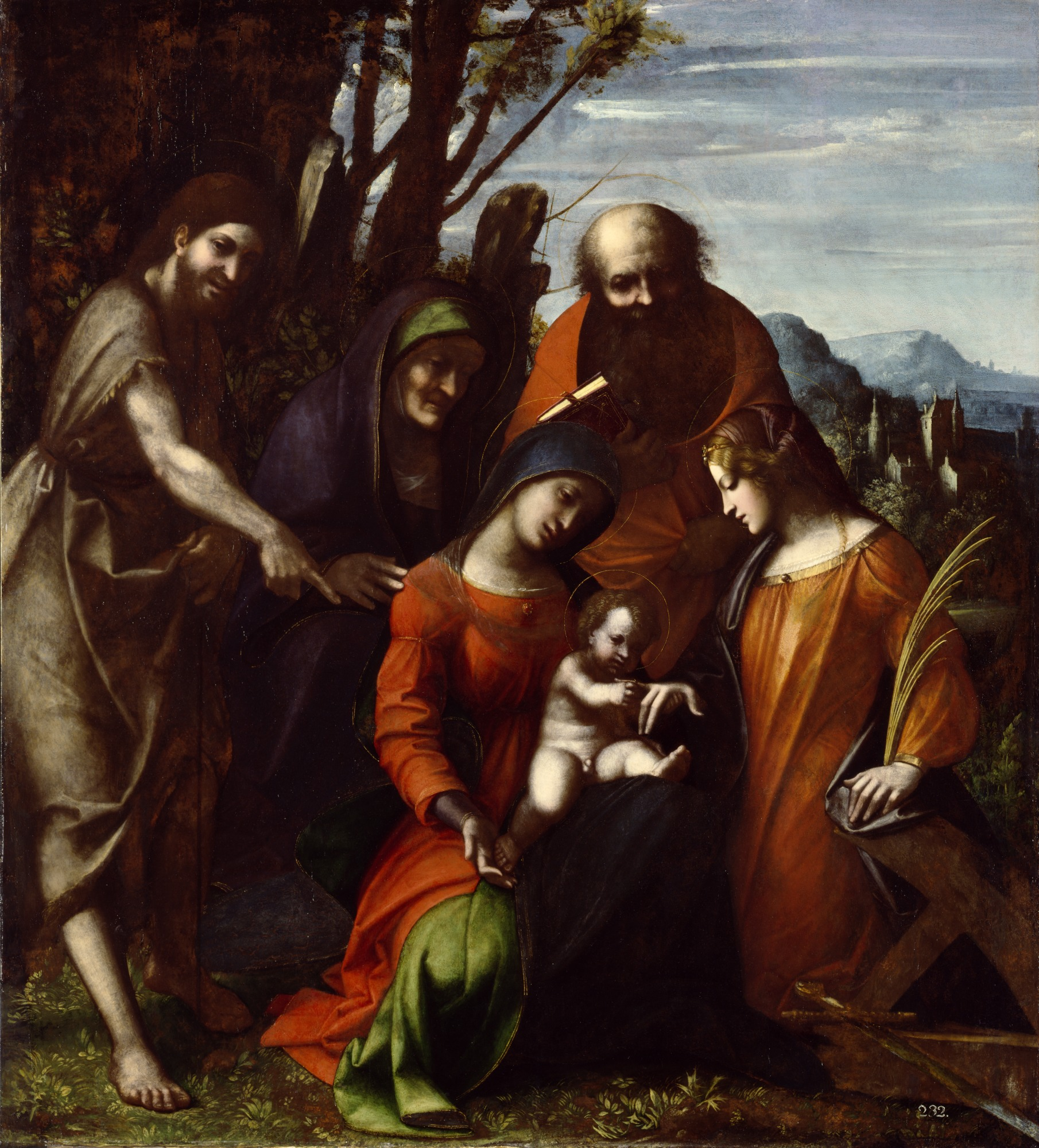
『聖カタリナの神秘の結婚』1512年頃 デトロイト美術館所蔵
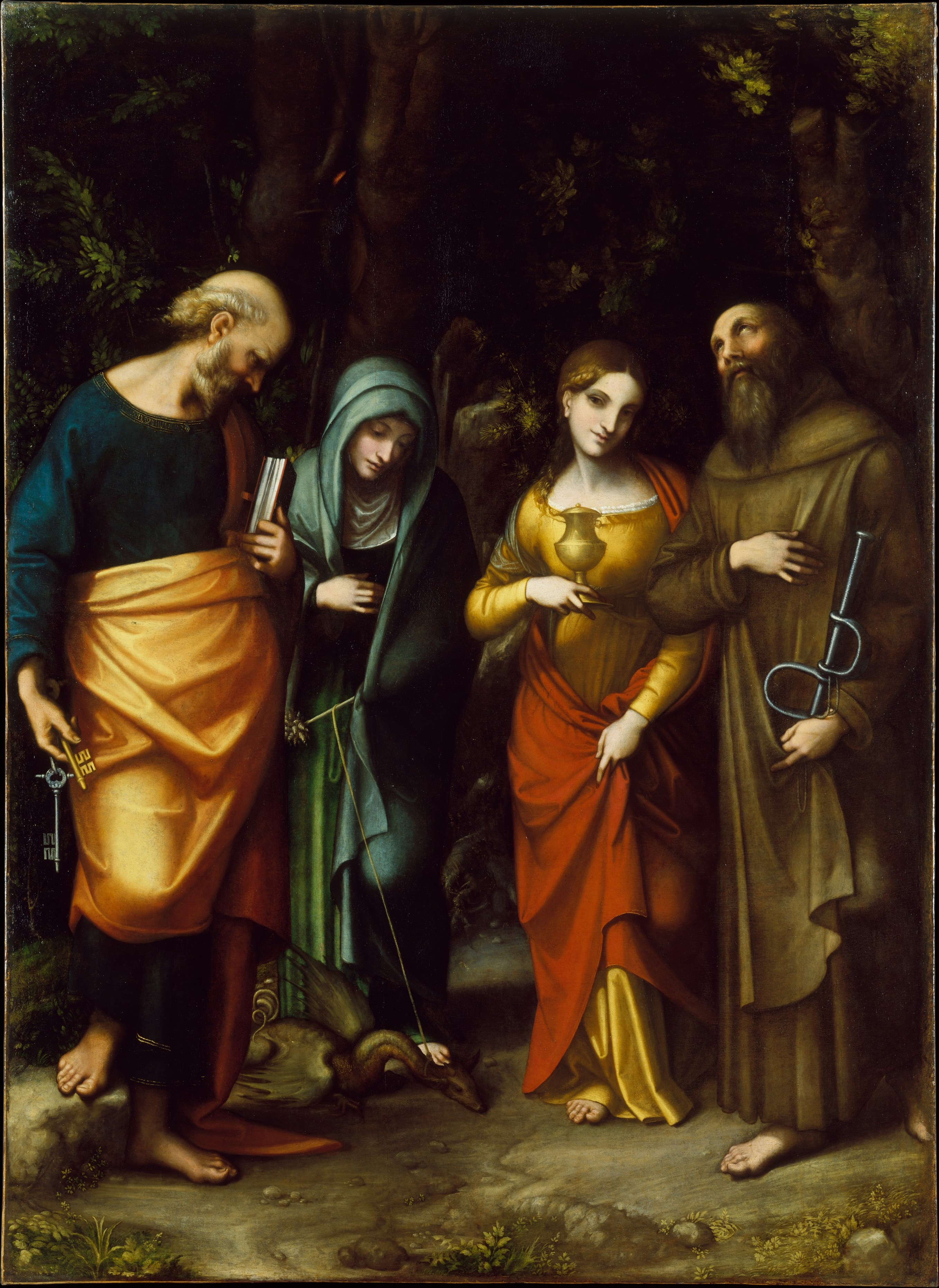
『四聖人』1515年頃 メトロポリタン美術館所蔵
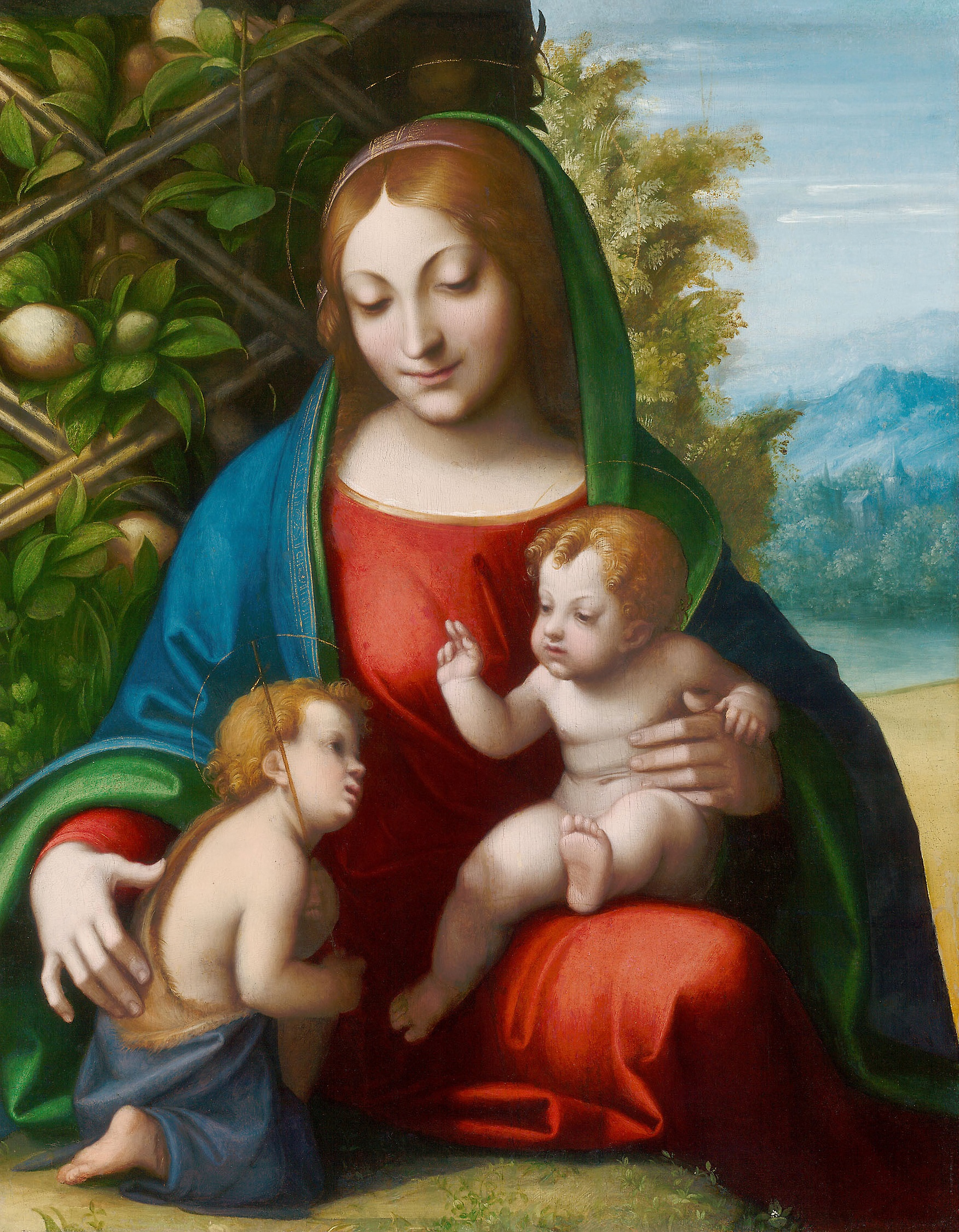
『聖母子と幼児聖ヨハネ』1515年頃 シカゴ美術館所蔵
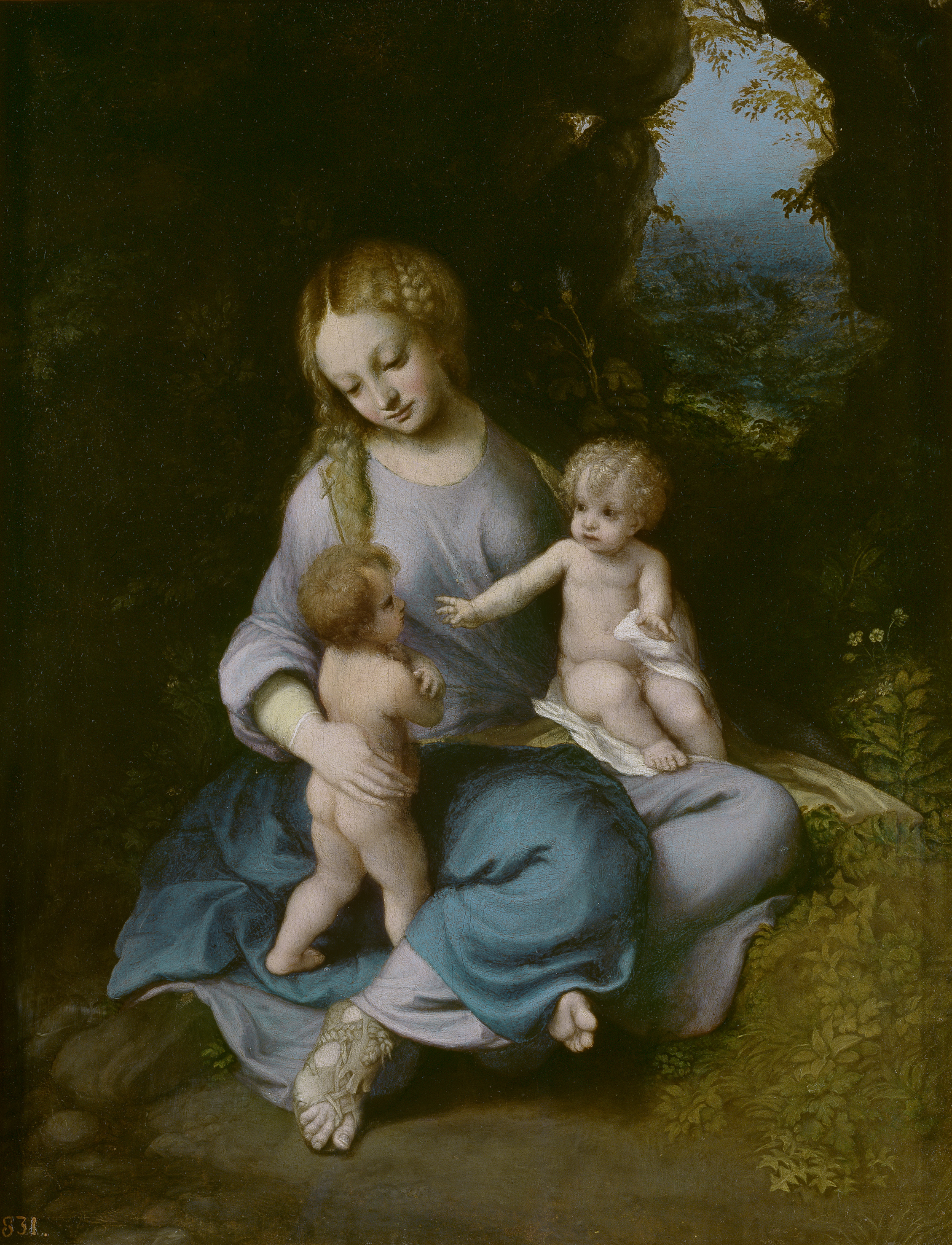
『聖母子と幼い聖ヨハネ』 1516年頃 プラド美術館所蔵
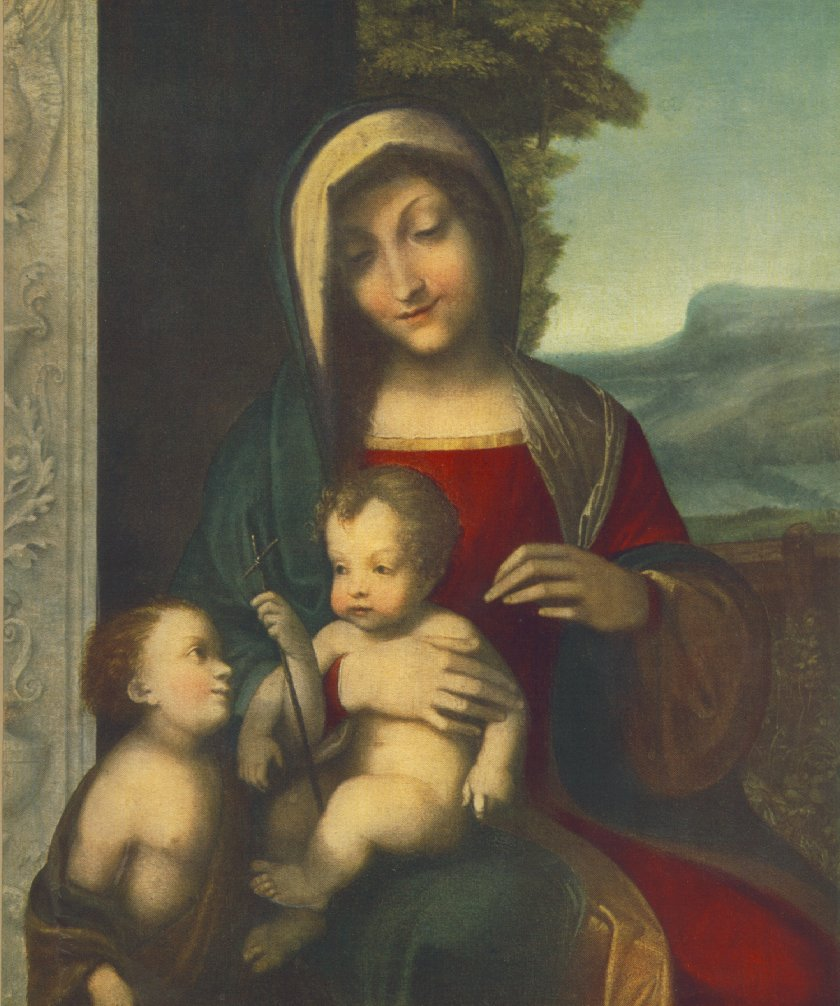
『聖母子と幼い聖ヨハネ』 1514年-1517年頃 スフォルツァ城美術館所蔵
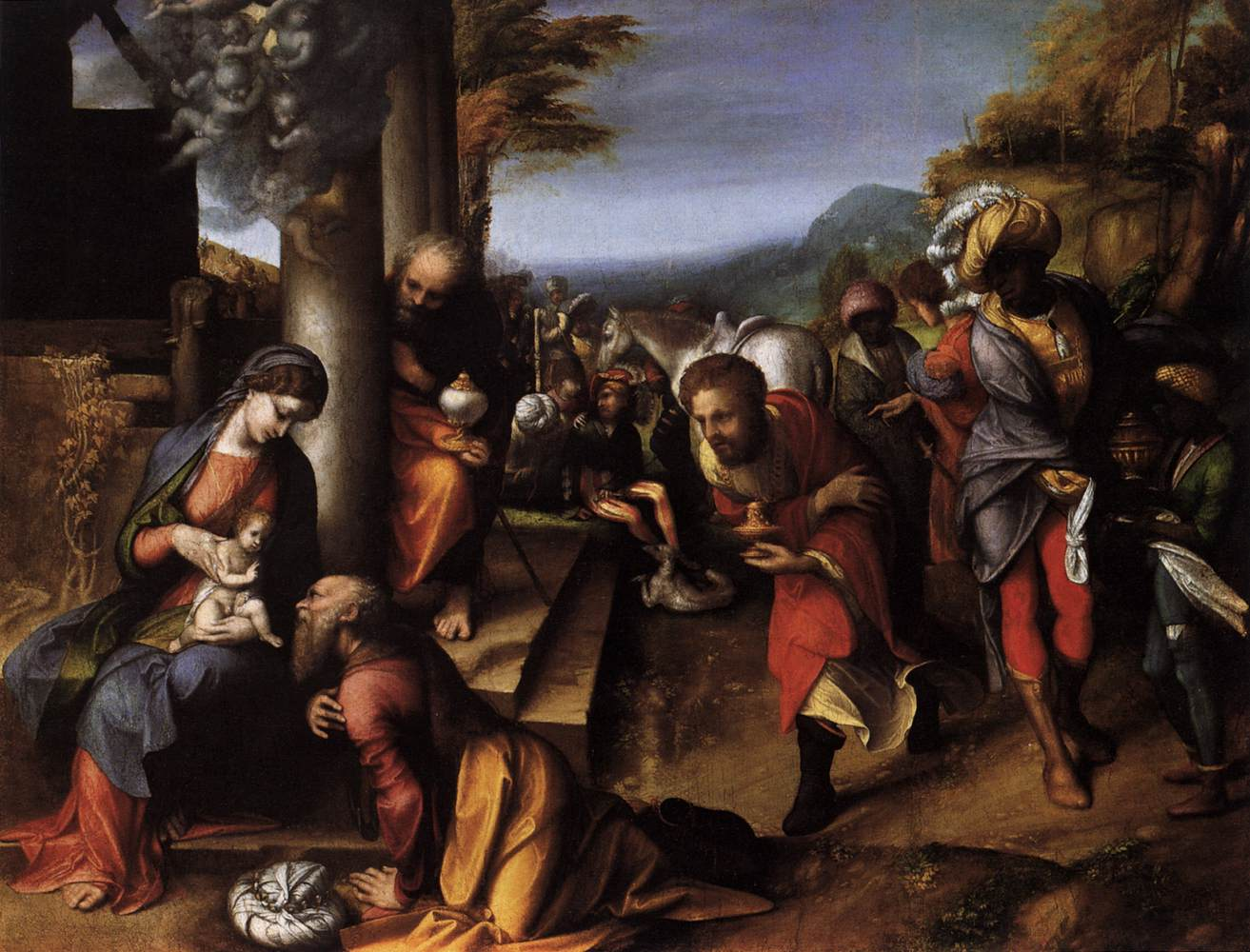
『東方三博士の礼拝』1516年-1518年頃 ブレラ美術館所蔵
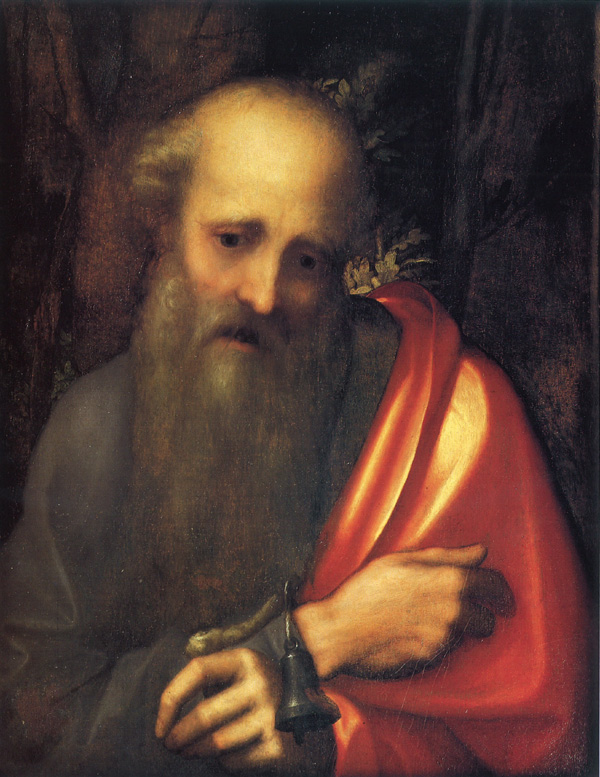
『修道院長聖アントニウス』1517年-1518年頃 カポディモンテ美術館所蔵
『聖カタリナの神秘の結婚』 1518年頃 カポディモンテ美術館所蔵
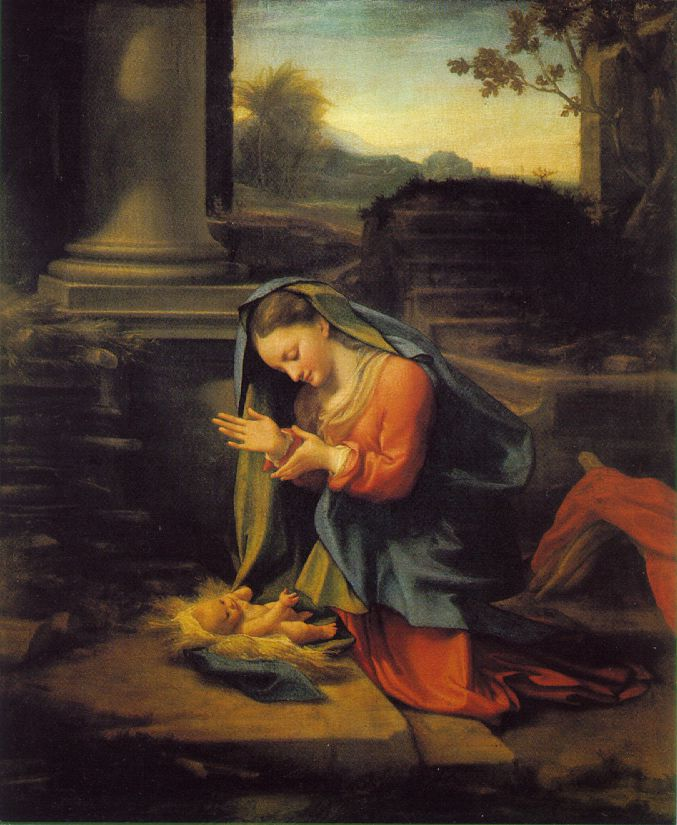
『幼児キリストの礼拝』 1520年頃 ウフィツィ美術館所蔵
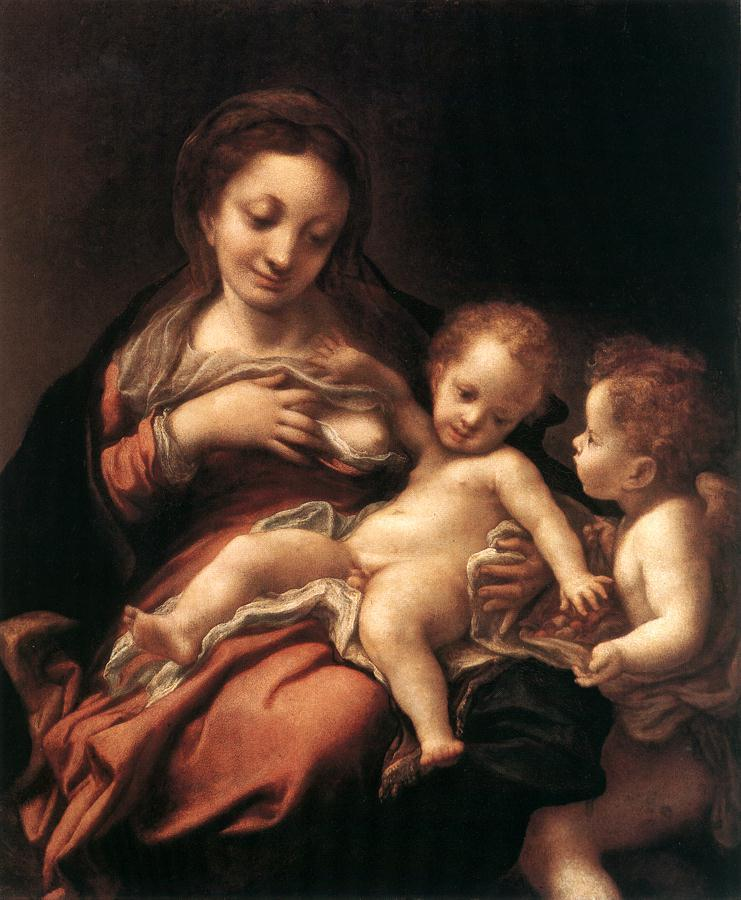
『授乳の聖母』 1520年頃 ブダペスト国立西洋美術館所蔵
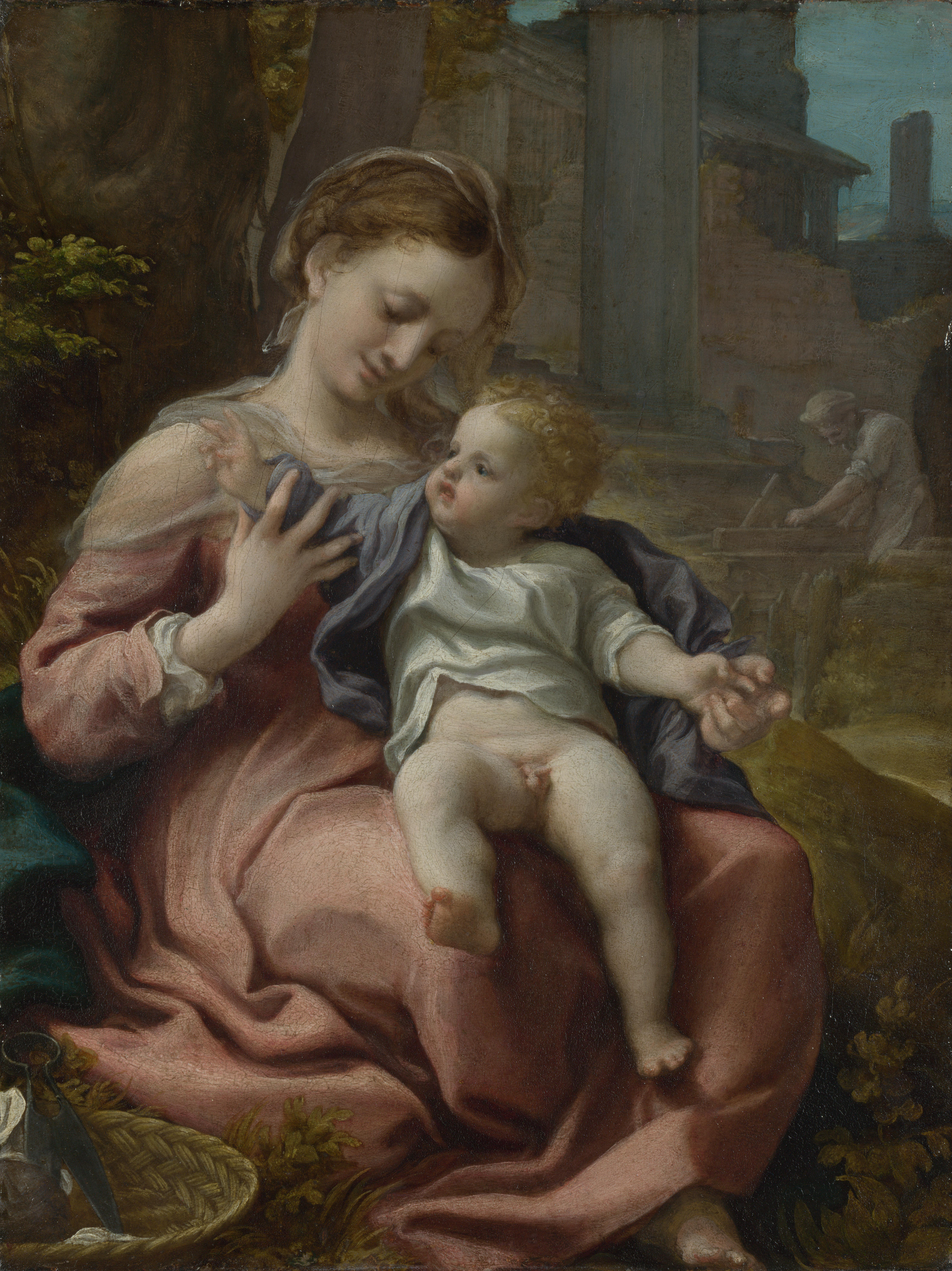
『籠の聖母』 1525年-1526年頃 ロンドン・ナショナル・ギャラリー所蔵
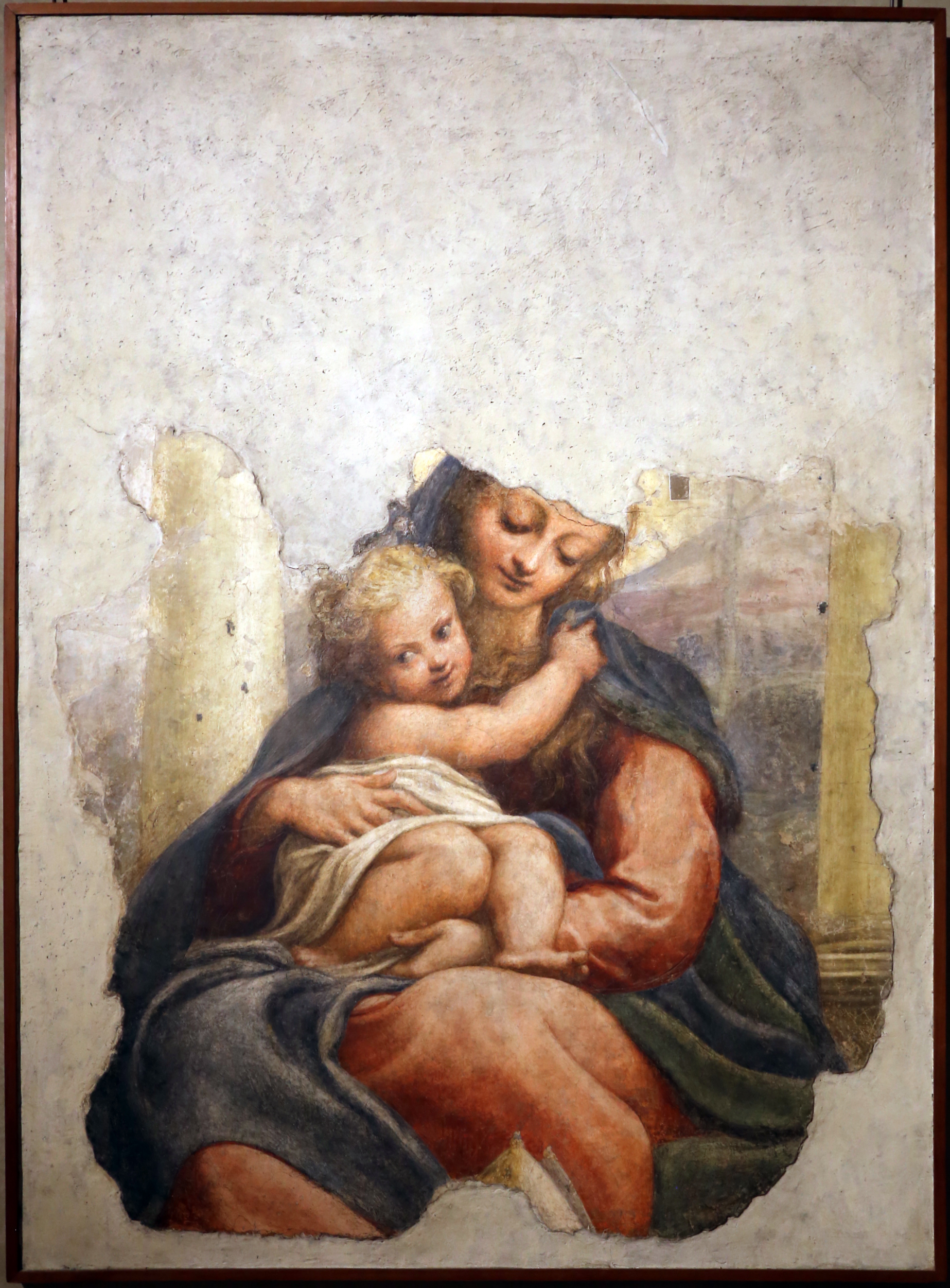
『階段の聖母』 1523年頃 パルマ国立美術館所蔵
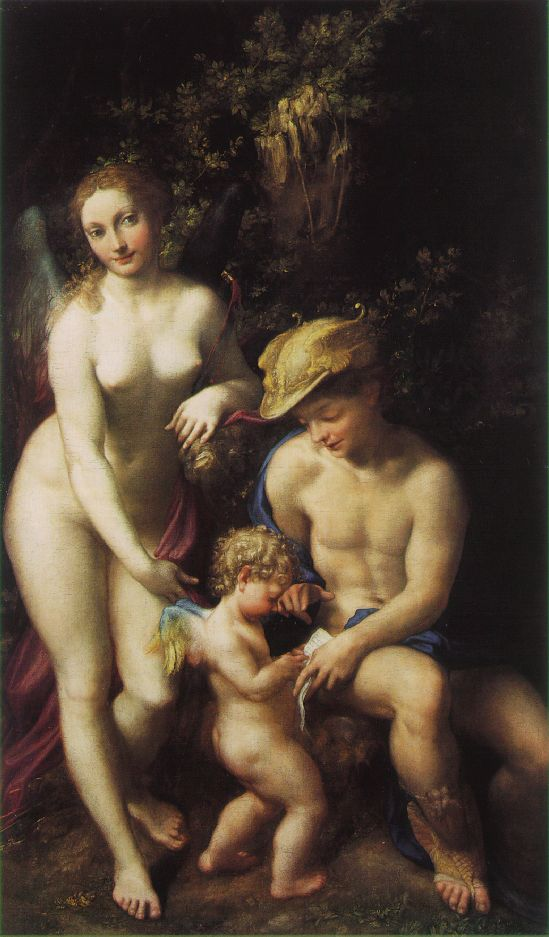
『キューピッドの教育』 1528年頃 ロンドン・ナショナル・ギャラリー所蔵
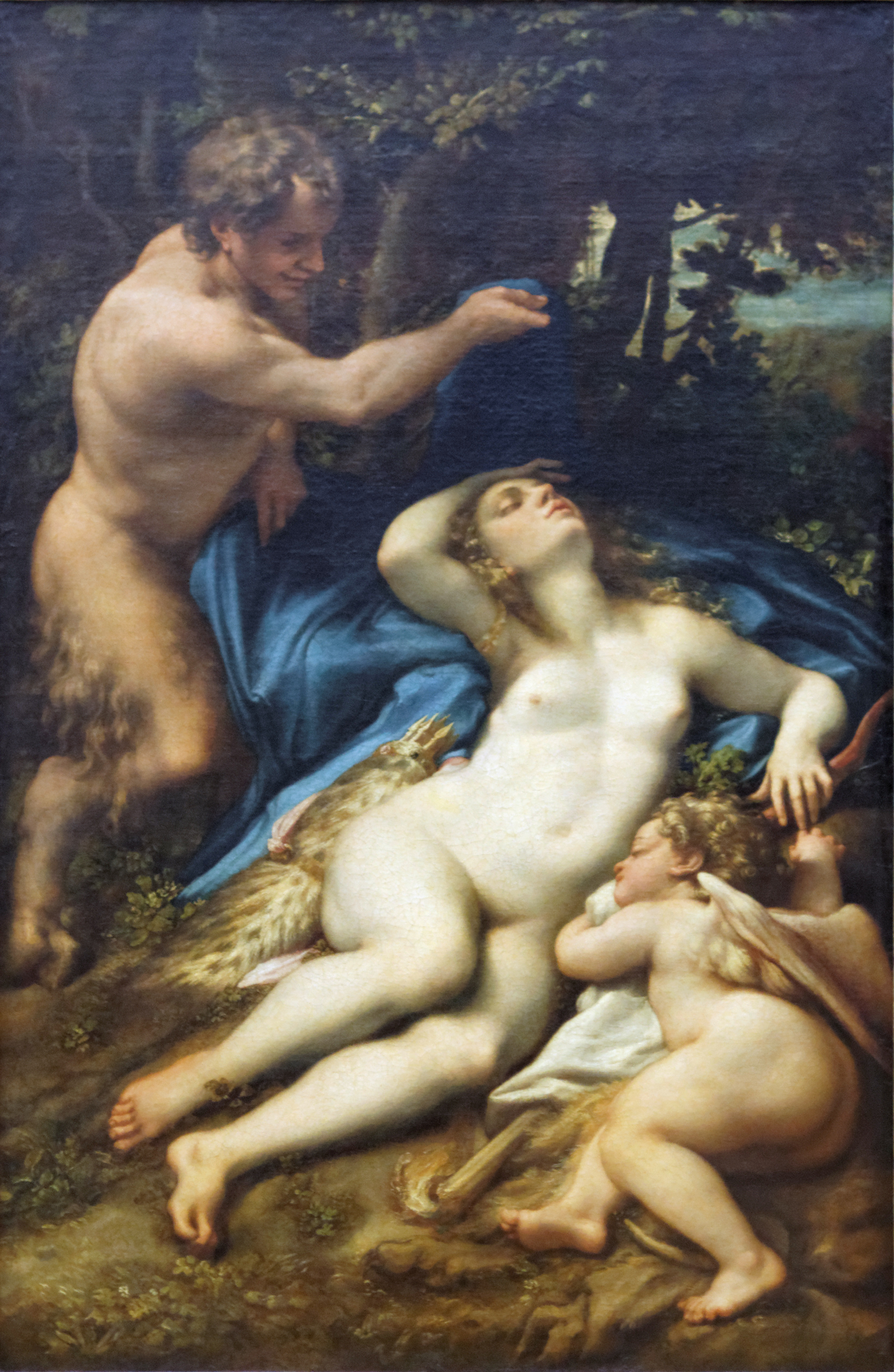
『眠れるヴィーナスとキューピッド、サテュロス』 1528年頃 ルーヴル美術館所蔵
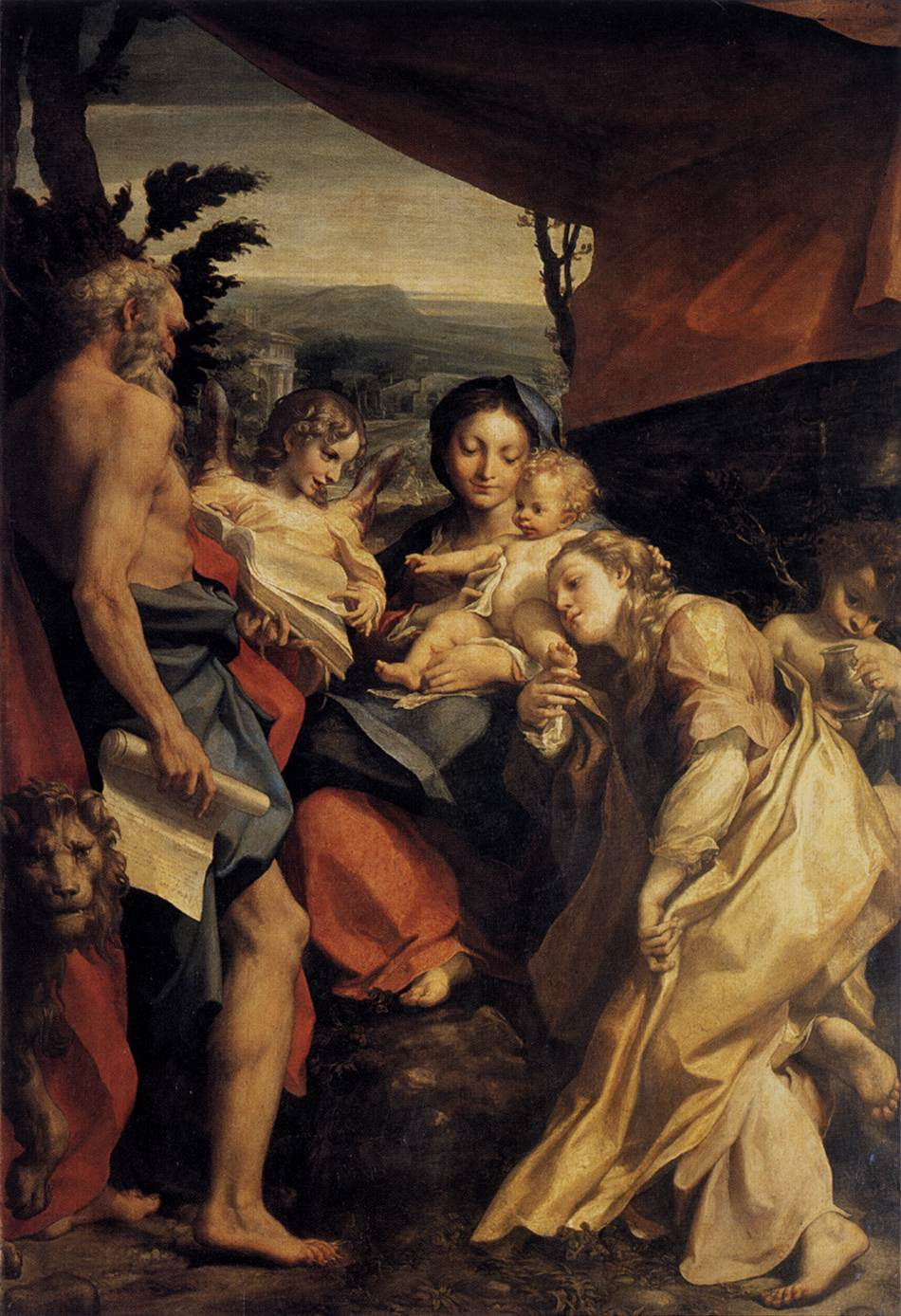
『聖ヒエロニムスの聖母』（『イル・ジョルノ』） 1528年 パルマ国立美術館所蔵
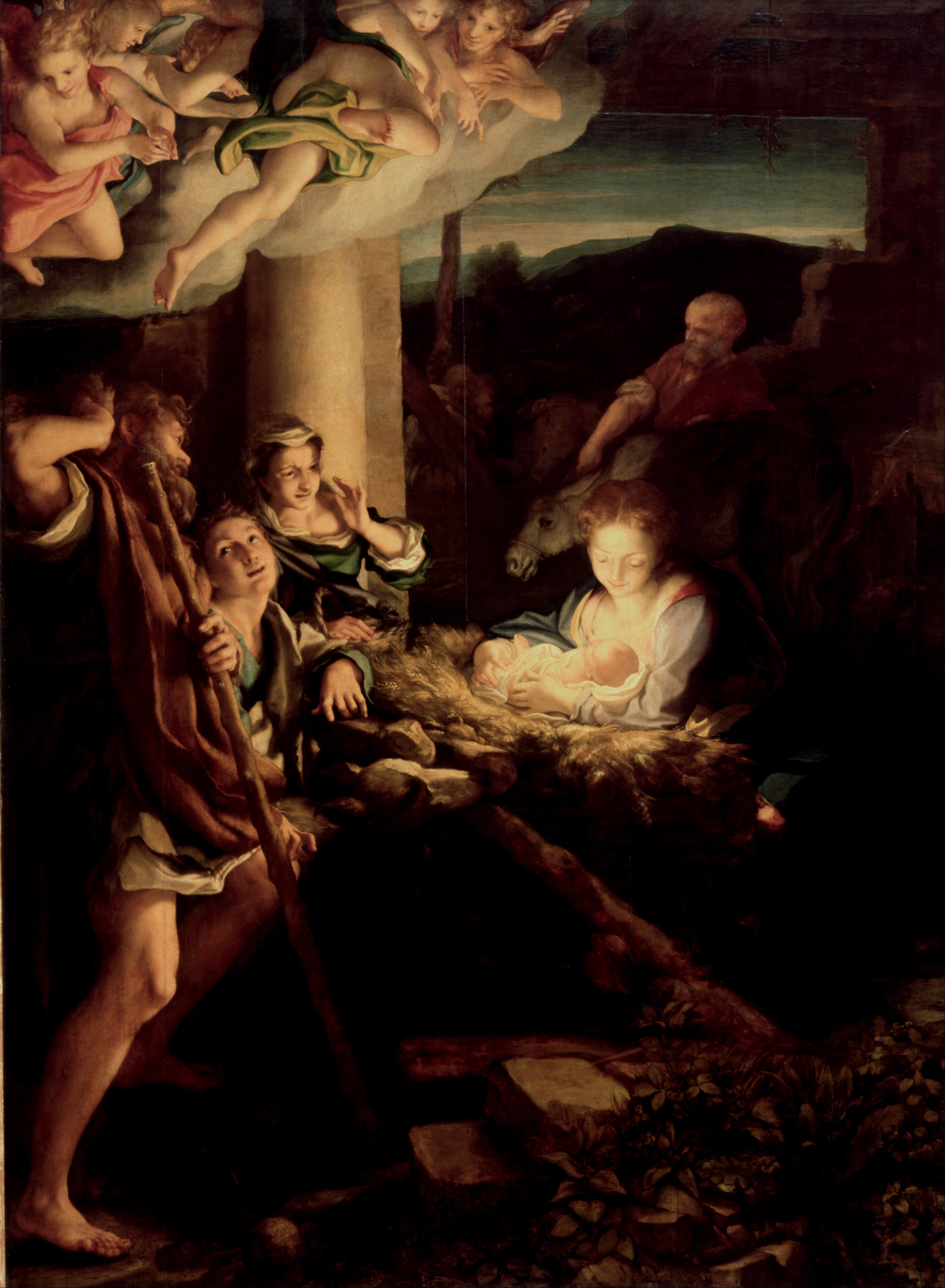
『羊飼いの礼拝』（『ラ・ノッテ』）1529年頃　アルテ・マイスター絵画館所蔵
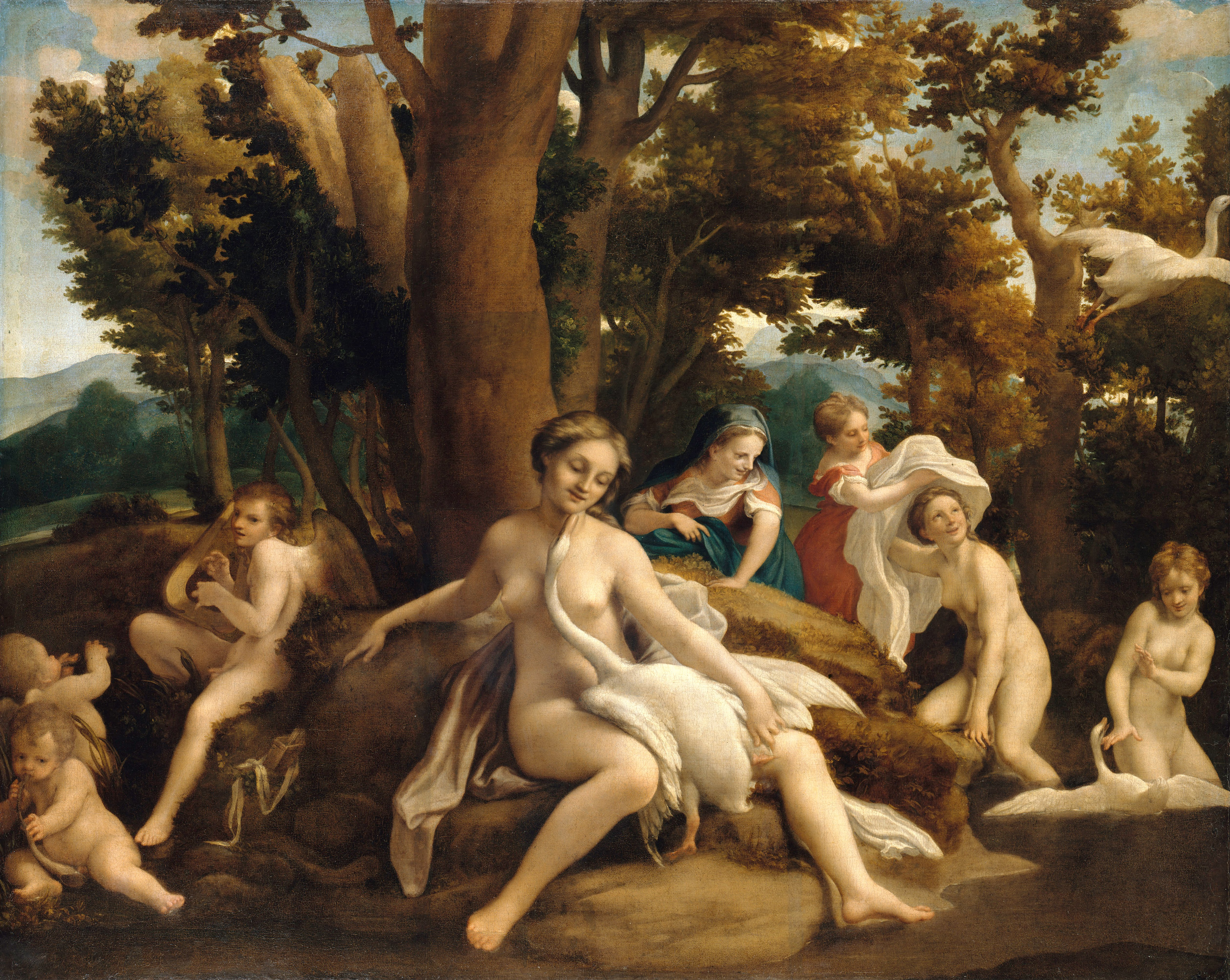
『レダと白鳥』 1530年-1531年頃 絵画館所蔵
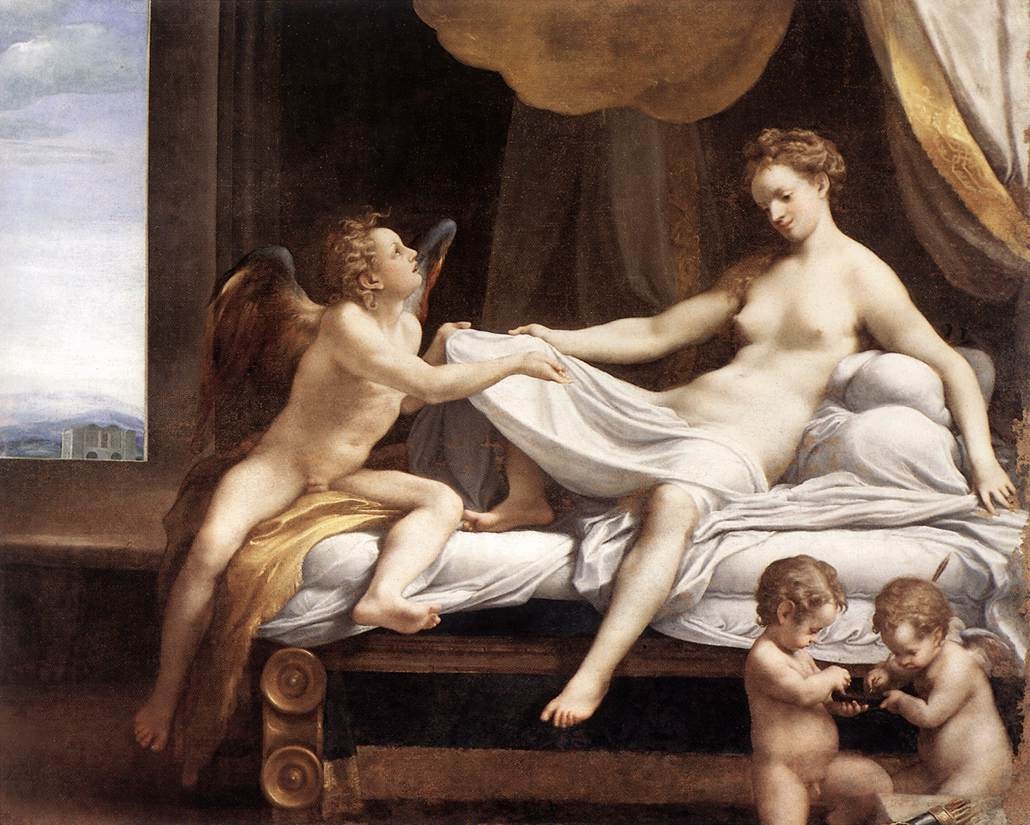
『ダナエ』 1531年-1532年頃 ボルゲーゼ美術館
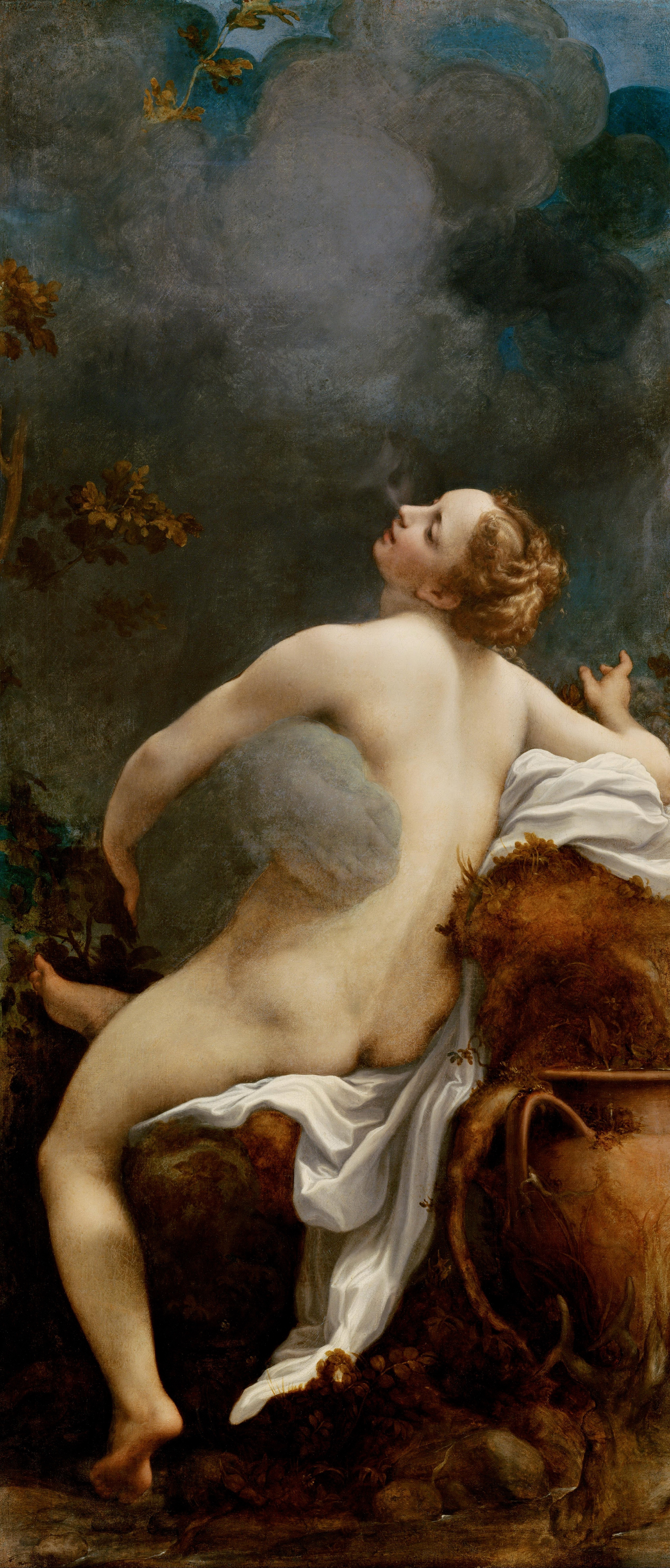
『ユピテルとイオ』 1531年-1532年頃 美術史美術館所蔵
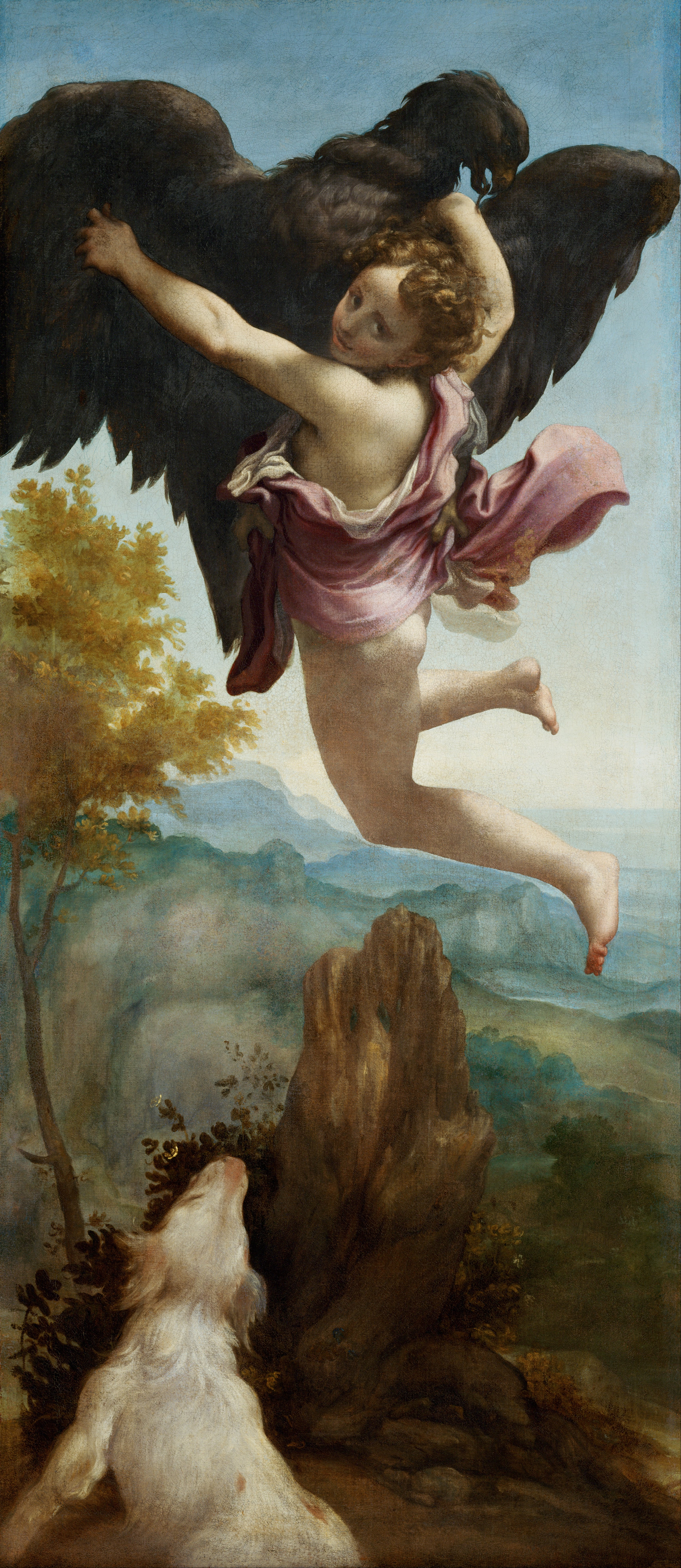
『ガニュメデスの略奪』 1531年-1532年頃 美術史美術館所蔵
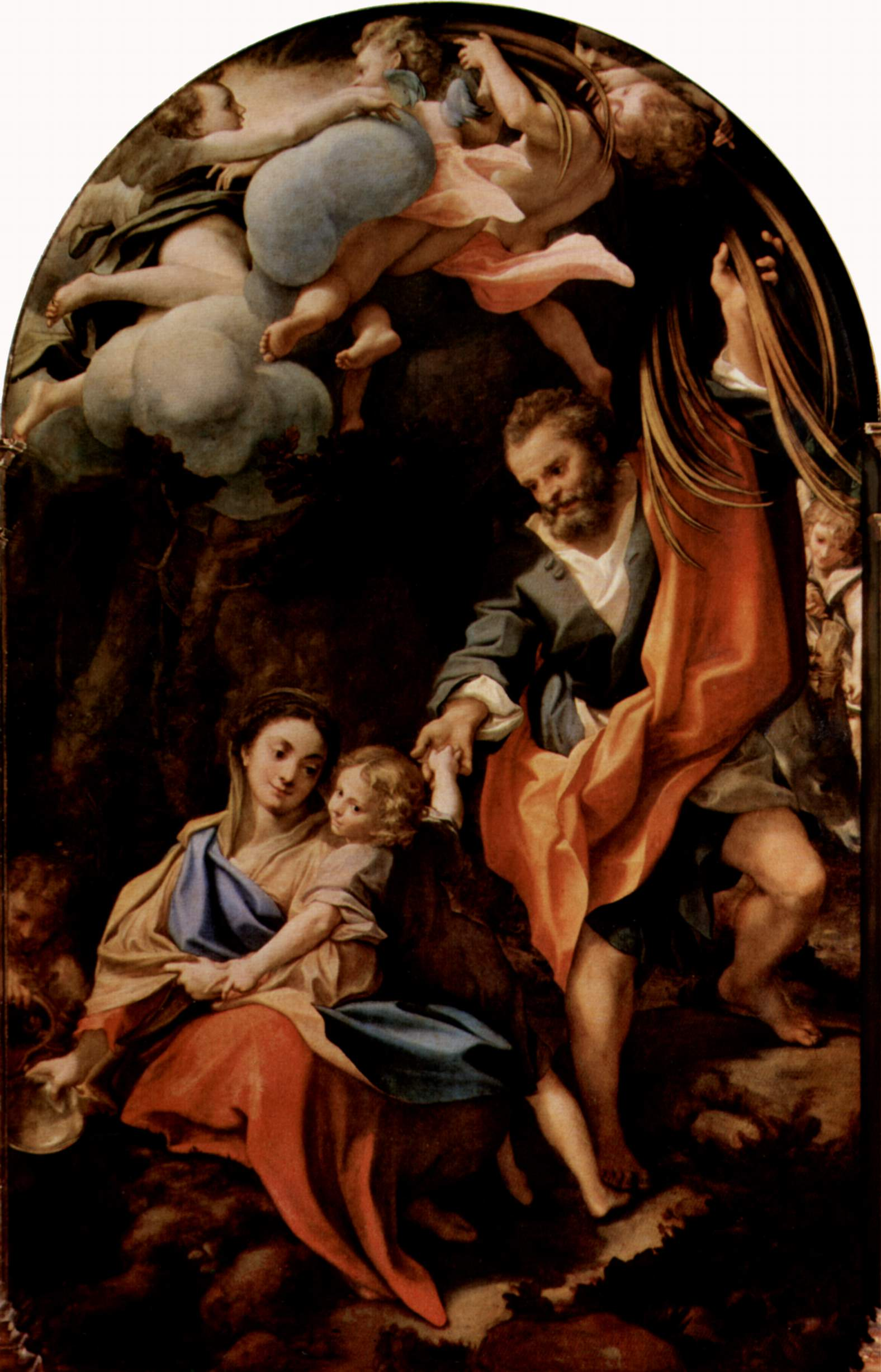
『スープ皿の聖母』 1530年頃 パルマ国立美術館所蔵
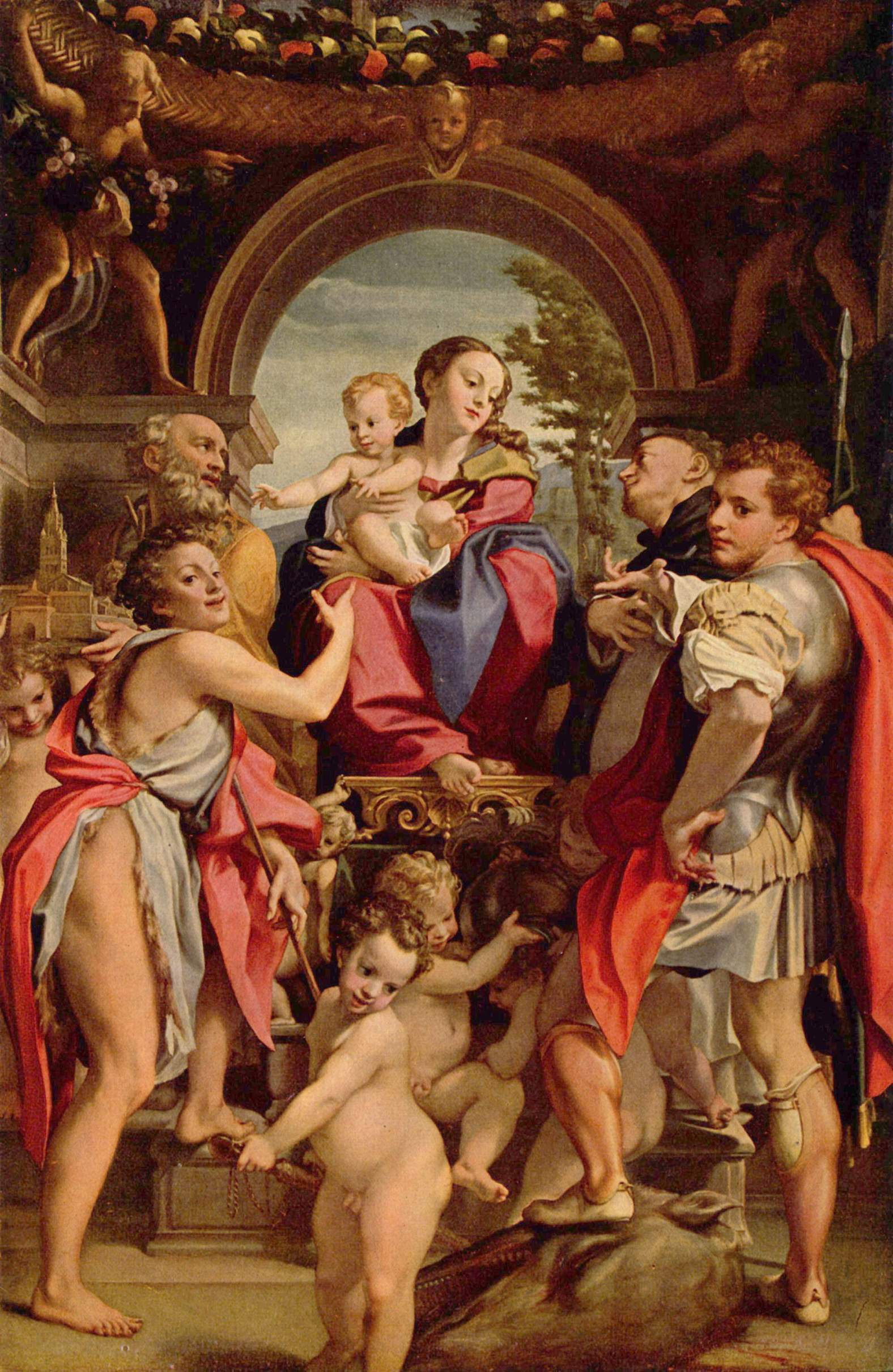
『聖ゲオルギウスの聖母』 1531年-1532年頃 アルテ・マイスター絵画館所蔵
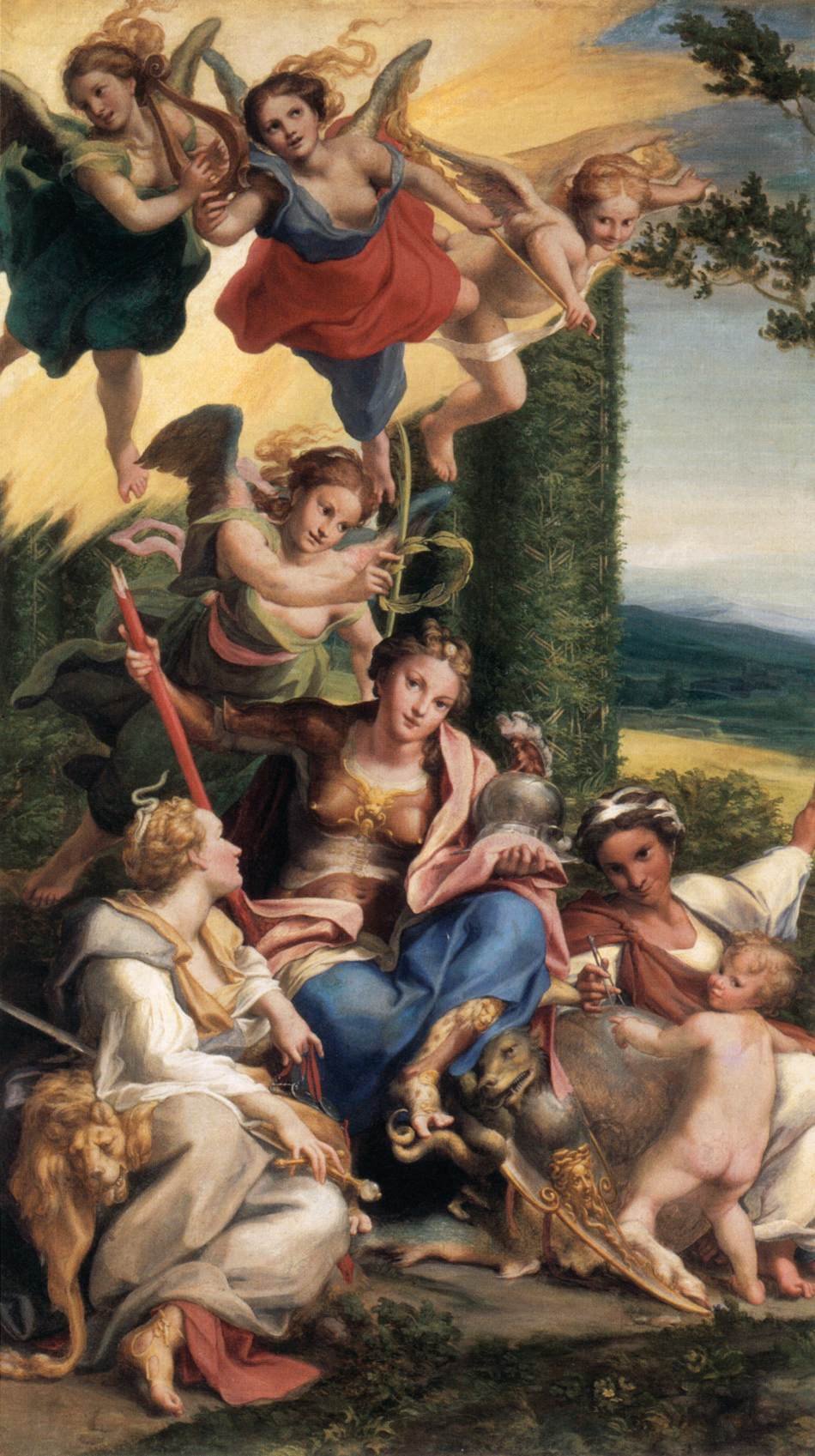
『美徳の寓意』 1532年-1533年頃 ルーヴル美術館所蔵
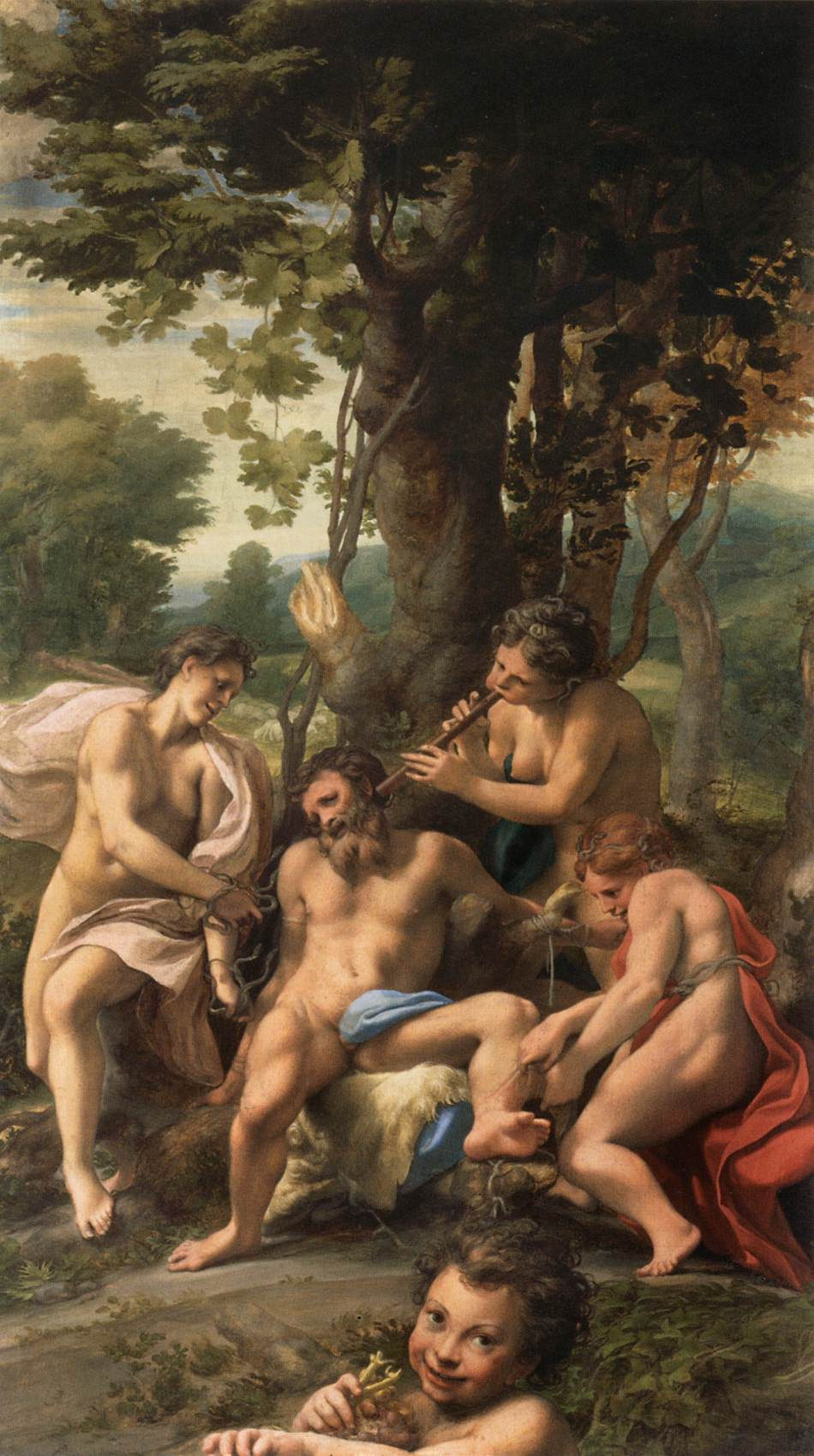
『悪徳の寓意』 1532年-1534年頃 ルーヴル美術館所蔵}